# Mercedes-Benz W213
«Мерседе́с-Бенц» 213-й серии (нем. Mercedes-Benz Baureihe 213) — линейка легковых автомобилей бизнес-класса немецкой марки «Мерседес-Бенц», пятое поколение E-класса в фирменном модельном ряду компании, пришедшее на смену 212 серии. Презентация состоялась 11 января 2016 года на Детройтском автосалоне. В отличие от предыдущего поколения, новая серия собирается на основе модульной платформы MRA, имеет бо́льшие габариты, оснащается множеством современных систем безопасности и помощи водителю (в том числе технологией автономного вождения и парковки), а также новыми и модернизированными силовыми агрегатами. Заказы на новую модель стали приниматься с 18 января 2016 года, доставка первых автомобилей планировалась в апреле того же года. 24 апреля 2016 года на Пекинском международном автосалоне был представлен седан с удлинённой колёсной базой. Данная версия предназначена исключительно для китайского рынка, производится в Китае подразделением Beijing Benz Automotive Co., Ltd. и технически приспособлена к запросам китайских покупателей.
В июне 2016 года была представлена версия в кузове универсал, продажи которой стартовали в июле с доставкой осенью того же года. Кроме седана и универсала (в том числе модификации All-Terrain), модель, как и её предшественница, предлагается в кузовах купе (с марта 2017 года) и кабриолет (с лета 2017 года). Модельный ряд силовых агрегатов автомобиля представлен бензиновыми, дизельными и гибридными двигателями.
Доработанная подразделением Mercedes-AMG версия Mercedes-AMG E43 была представлена в марте 2016 года. Она оснащается 3,0-литровым битурбированным бензиновым двигателем V6 мощностью чуть больше 400 лошадиных сил. Разгон автомобиля с 0 до 100 км/ч занимает 4,6 секунды. Наиболее мощные модификации E63 и E63 S были представлены на автосалоне в Лос-Анджелесе в ноябре 2016 года. Обе оснащаются 4-литровым битурбированным V-образным двигателем с восемью цилиндрами. Мощность E63 составляет 571 л. с., модификации с приставкой S — 612 л. с.. В продажу спортивные версии поступили весной 2017 года как для рынка Европы, так и России. В январе 2018 года линейку AMG моделей пополнили кабриолет и купе с индексом E53, которые оснащаются трёхлитровым турбированным ДВС с рядным расположением шести цилиндров и максимальной мощностью в 429 лошадиных сил.
В 2020 году автомобиль подвергся рестайлингу, в результате которого 213 серия получила обновлённую переднюю оптику и задние фонари, новое рулевое колесо, последнюю версию мультимедийной системы MBUX, два экрана по 10,25 дюйма в стандартной комплектации, улучшенный адаптивный круиз-контроль, новые и обновлённые электронные помощники, а также корректировку моторной гаммы модели. Автомобиль поступил в продажу в июне 2020 года. Производство Mercedes-Benz W213 будет прекращено в 2024 году в связи будущим выходом на рынок Mercedes-Benz W214.

## История

### Разработка
«Мерседес-Бенц» E-класса с середины 1990-х годов обладал отличным от других седанов и универсалов этого производителя дизайном, особенностью которого является использование четырёх разделённых фар головного света. Дизайн четвёртого поколения серии, представленного в 2009 году, отличался от предыдущих решений резкими линиями и гранями, однако сохранял стилистические особенности передней оптики. Новой модели линейки бизнес-седанов компания планировала придать более обтекаемую форму, применённую в дизайне 212-й серии после рестайлинга 2013 года. Затраты на разработку нового внешнего вида и иные доработки в ходе рестайлинга четвёртого поколения E-класса составили около 1 млрд евро (в общей сложности на разработку всех моделей серии в различных кузовах), что по версии портала Edmunds сделало этот рестайлинг самым дорогим в истории автомобилестроения.
Официальная презентация интерьера пятого поколения E-класса с заводским индексом 213 состоялась в декабре 2015 года. Внешний вид автомобиля, однако, остался не рассекреченным.
Мировая премьера «Мерседес-Бенц» 213-й серии была назначена на январь 2016 года и должна была пройти в рамках Детройтского автосалона. Начало продаж пятого поколения Е-класса, по информации различных автомобильных журналов, было запланировано на весну 2016 года. По планам компании, новая модель должна была стать самым технологическим автомобилем марки.

### Премьера (2016)
Дебют автомобиля пятого поколения E-класса состоялся 11 января 2016 года на автосалоне в Детройте. Как и сообщалось ранее, седан построен на модульной платформе «MRA» (от англ. Modular Rear-wheel drive Architecture), его дизайн выполнен в фирменном стиле бренда на момент премьеры и внешне напоминает автомобили C-класса (205 серии) и S-класса (222 серии). Как и утверждали инсайдеры, автомобиль стал больше предшественника — он увеличился в длине и колёсной базе, при этом уменьшившись в ширину и высоту. Представители компании уточнили, что автомобиль стал легче примерно на 70 кг благодаря последовательному использованию алюминия и высокопрочной стали в кузове, в том числе крыльях, капоте и крышке багажника. Как сообщил производитель, на дорогие модификации модели устанавливается цифровая приборная панель, объединённая с мультимедийным дисплеем. Базовые версии модели оснащаются механическими приборами и мультимедийным комплексом с уменьшенной диагональю экранов.
На старте продаж пятого поколения E-класса предлагались два двухлитровых двигателя на выбор — бензиновый (E200) и дизельный (E220 d); оба сочетались с девятиступенчатой автоматической коробкой передач 9G-Tronic. Немецкий автопроизводитель также сообщил о дальнейшем расширении линейки моторов в будущем. С точки зрения дизайна произошли небольшие изменения — задние фонари соединяет хромированная полоска, в салоне изменился руль, а также появились некоторые дополнительные функции, такие как подсветка салона, система интеграции со смартфонами NFC и аудиосистема объёмного звучания Burmester. Продажи нового седана в США, по информации журнала Road & Track, были запланированы на лето 2016 года. В России старт продаж был намечен на весну того же года.
18 января 2016 года концерн Daimler AG опубликовал официальные стартовые цены на новую серию E-класса. Стоимость базовой модели E200, согласно прейскуранту, составляла 45 303,30 евро, дизельных E220 d и E350 d — 47 124 и 55 602,75 евро соответственно (с учётом 19 % НДС). В серийное оснащение автомобиля вошли девятиступенчатая АКП, различные системы помощи водителю и технологии безопасности, автоматический климат-контроль и иные решения. В дополнение к базовым элементам предлагались светодиодные фары с матричной технологией, мультирычажная независимая подвеска, различные опциональные пакеты, функция дистанционного управления, система навигации и мультимедиа, двойной дисплей на центральной панели и цифровой ключ на технологии Near Field Communication.
В конце января 2016 года фотошпионам удалось заснять на видео замаскированный E-класс пятого поколения в кузове купе во время дорожных тестов. По полученной информации автомобильные журналисты сделали выводы, что купе E-класса не будет сильно отличаться от седана (сохранятся как пропорции кузова, так и дизайн салона). Кроме того, модель получит ту же приборную панель, технологические решения и линейку двигателей.
В начале 2016 года также стало известно, что компания «Мерседес-Бенц» планирует выпускать AMG-версию седана E-класса пятого поколения без заднеприводного варианта. Вне зависимости от рынка модель должна была предлагаться только с системой постоянного полного привода 4MATIC. Об этом со ссылкой на руководителя Mercedes-AMG Тобиаса Мёрса сообщило британское издание Autocar, опубликовавшее фотографии с зимних тестов новинки. Однако, как выяснилось позже, представленный вариант E63 AMG 4MATIC+ оснащён новой системой полного привода с особым режимом, позволяющим отключать передачу мощности на передние колёса, тем самым делая автомобиль заднеприводным.
В феврале 2016 года в китайских СМИ появились первые изображения удлинённого варианта седана с приставкой «L» (от нем. Lang). Премьера автомобиля, предположительно, должна была состояться на автосалоне в Пекине в апреле 2016 года, а продажи на рынке Китая стартовать во второй половине года. Официальная презентация удлинённого седана для широкой публике, как и предполагалось, состоялась 24 апреля 2016 года. Колёсная база модели увеличена на 14 сантиметров по сравнению со стандартной версией, а общая длина седана возросла на 14,2 см. Представители немецкого концерна объявили, что изначально седан будет продаваться исключительно с 2,0-литровым турбированным бензиновым двигателем. Также будет доступна и дизельная версия. Все силовые агрегаты интегрируются с автоматической коробкой передач. На момент презентации длиннобазной версии представители компании заверили, что модельный ряд двигателей в будущем может расшириться. Внешний вид автомобиля получил классический для представительских седанов марки дизайн: в передней части модели дизайнеры разместили светодиодные ходовые огни, большую хромированную решётку радиатора, фирменный значок компании в центральной части капота, а в задней части кузова установили двойную выхлопную трубу.
Сборка длиннобазного седана 213 серии осуществляется на совместном предприятии Beijing-Benz в Китае. Стоимость базовой версии автомобиля со слов журналистов на момент начала продаж составляла около 400 000—600 000 юаней (61 400—92 100 долларов США).
Модель в кузове универсал компания «Мерседес-Бенц» официально представила 6 июня 2016 года в Штутгарте на специальном мероприятии под названием MercedesCup. Из-за применения более плавных линий в оформлении задней части кузова багажное пространство сократилось до 670 литров, что на 25 литров меньше, чем у предшествующей модели. На заказ для автомобиля был доступен опциональный третий ряд детских кресел. Старт продаж автомобилей у Европейских дилеров компании был назначен на июль 2016 года, а первые покупатели, по планам, должны были получить свои заказы осенью того же года.
14 декабря 2016 года была представлена модель в кузове купе. Автомобиль получился по габаритам длиннее, шире и выше, чем С-класс купе 2015 года. Согласно опубликованной бельгийским изданием AutoTijd брошюре на момент рыночного запуска модельный ряд купе состоял из E220 d, E200, E300 и E400 4MATIC. Все они в стандартной комплектации оснащаются автоматической трансмиссией 9G-Tronic. Самой мощной модификацией купе, по информации журналистов, должен был стать вариант AMG E50 4MATIC. Предполагалось, что он получит 407-сильный трёхлитровый V6 двигатель, оснащённый турбиной с электрическим приводом. Интерьер купе позаимствован у седана, однако получил иные дефлекторы системы вентиляции, новые кресла и оформление дверей.
Благодаря чётким эстетичным линиям наше новое купе Е-класса в равной степени обращается и к сердцу, и к умупроф. д-р Томас Вебер, член Правления концерна Daimler AG
Цены на купе E-класса компания «Мерседес-Бенц» объявила в конце января 2017 года, а первые автомобили планировалось доставить покупателям в марте. В России в продажу поступили версии E200, E300 и E400 4MATIC. Кроме того, в конце января 2017 года компания начала принимать заказы на внедорожную версию универсала под названием «All-Terrain». Продажи купе в Европе стартовали в марте 2017 года.
В начале марта 2017 года компания «Мерседес-Бенц» представила версию автомобиля в кузове кабриолет на Женевском автосалоне, которая завершила обновление всей серии E-класса. Дизайн четырёхместного кабриолета за исключением крыши не отличается от версии в кузове купе, рассекреченной в конце 2016 года. В линейку силовых агрегатов кабриолета вошли бензиновый турбированный двигатель, трёхлитровый бензиновый V-образный агрегат с шестью цилиндрами, а также два дизельных двигателя. Кроме того, на Женевском автосалоне была представлена топовая версия E63 AMG в кузове универсал (E63 AMG Estate), под капотом которой установлен тот же V8 двигатель с двумя турбинами, что и на седане. Европейские заказы на вариант в кузове кабриолет компания начала принимать в июне 2017 года. Стоимость моделей на момент старта продаж варьировалась от 56 тыс. евро за E 220 d до 70 тыс. за E 400 4MATIC.
В октябре 2017 года концерн Daimler AG сообщил о внесении технических изменений в модельный ряд E-класса 213 серии. Модификации подверглись купе и кабриолеты. Основное изменение касалось добавления нового модульного двухлитрового бензинового двигателя M264 с фильтром твёрдых частиц, 48-вольтовой бортовой сетью и навесным стартером-генератором EQ Boost с ременным приводом (устройство также отвечает за систему «start/stop» и режим движения накатом с остановленным ДВС, а при торможении оно собирает и переправляет в батарею до 12 кВт мощности). Модель получила индекс Е350. Кроме того, система полного привода теперь стала доступна для установки на модели с двухлитровыми версиями двигателей E200 и E220 d. Российское представительство компании сообщило, что обновлённые автомобили поступят на местный рынок сперва на третьем поколении CLS-класса во второй половине 2018 года.
В январе 2018 года на Североамериканском международном автосалоне компания представила сразу три модели от подразделения Mercedes-AMG с новым рыночным индексом — «53». В их число вошли кабриолет и купе E53 AMG (последняя — впервые в истории двухдверных модификаций E-класса). Все три автомобиля оснащаются трёхлитровым турбированным двигателем и комплектуются гибридной системой EQ Boost. Изменения также коснулись и экстерьера автомобиля (новая решётка радиатора, передний бампер и выхлопная система). Выход новой модели на рынок запланировали на весну того же года. На Женевском автосалоне в марте была впервые представлена предварительная версия первого гибридного дизельного двигателя, который будет устанавливаться на автомобилях C-и E-класса. Новый четырёхцилиндровый силовой агрегат получил код OM654 и работает в паре с электромотором мощностью 90 кВт. В конце апреля стало известно о пополнении модельного ряда E53 AMG автомобилями в кузове седан и универсал. С мая 2018 года компания начала принимать заказы на подвергшиеся небольшим изменениям базовые модели Е-класса. Все версии получили новое рулевое колесо (как у модели CLS), улучшенные системы безопасности от S-класса, дополнительные варианты отделки салона и опциональный пакет SportStyle.
В мае 2018 года стало известно, что на американский рынок поступят седаны, купе и кабриолеты версии E450 и E450 4MATIC, которые не представлены на европейском рынке. По планам компании новая серия призвана заменить модели E400. Автомобили будут оснащаться более мощным двигателем (367 л. с. и 500 Н·м вместо 333 и 480 соответственно). Точная дата выпуска автомобилей с обновлённым индексом не была объявлена.

### Рестайлинг (2020)
Информация о предстоящем рестайлинге 213 серии появились ещё в 2018 году. Тогда на основании снимков фотошпионов сообщалось о том, что экстерьер модели сблизится с CLA-классом: автомобиль получит новую оптику, решётки радиатора (вид зависит от модификации) и новые бамперы. Позже, летом 2019 года, появились первые фотоснимки обновлённой модели Mercedes-AMG E 63 в камуфляже. К этому времени концерн Daimler AG уже провёл некоторые изменения в мотороной гамме Е-класса. Так инженеры доработали битурбированный двигатель модели Е 63 до максимальной мощности в 571 л. с. и 750 Н·м по умолчанию и 612 л. с. (850 Н·м) на исполнении Е 63 S. Новая информация о грядущем обновлении семейства Е-класс появилась зимой 2020 года и рассекретила новые детали о внешнем виде автомобиля и изменениях интерьера.
Премьера обновлённой версии 213 серии состоялась в марте в рамках Женевского автосалона. В результате доработок, как и было заявлено на основании снимков автомобильных фотошпионов, Е-класс получил обновлённую переднюю оптику и задние фонари (светодиодные по умолчанию, матричные на заказ), новое рулевое колесо, последнюю версию мультимедийной системы MBUX, два экрана по 10,25 дюйма в стандартной комплектации, улучшенный адаптивный круиз-контроль, новые и обновлённые электронные помощники (контроль дорожного движения «Interior Assist», индикатор качества воздуха, система автоматического торможения, контроль слепых зон и другие), а также различные другие модификации. Корректировке также подверглась моторная гамма модели. Официально были представлены сразу четыре модификации — седан, универсал, вседорожная версия «All-Terrain» и высокопроизводительная модификация AMG E53. В мае немецкий концерн провёл онлайн презентацию обновлённых версий автомобиля в кузове купе и кабриолет.
В продажу обновлённые седан и универсал Е-класса поступили летом как для европейского рынка, так и российского. В России продажи стартовали с единственной модификации — обновлённого вседорожного универсала Mercedes-Benz E220 d 4Matic «All-Terrain». Продажи версий в кузовах купе и кабриолет стартовали осенью для европейского рынка.

## Описание

### Экстерьер
Официальные зарисовки дизайна «Мерседес-Бенц» 213 серии были представлены в декабре 2015 года и подтвердили тот факт, что новый E-класс копирует многие стилистические черты последних поколений C- и S-классов. 5 января 2016 года в сети Интернет появились первые фотографии автомобиля без защитного камуфляжа, скрывающего внешний вид будущей новинки. Чуть позже состоялась официальная презентация модели, во время которой экстерьер 213 серии был окончательно раскрыт.
Представители компании описывают дизайн экстерьера модели тремя словами: изысканность, элегантность и спортивность. Внушительный внешний образ формируется за счёт удлинённого капота, крыши, характерной для автомобилей в кузове купе, а также широкой задней части. Кузов модели характеризуется короткими выступами, длинной колёсной базой, большими колёсами и выраженными колёсными арками. Габаритная длина автомобиля составляет 4923 мм, что на 44 мм больше, чем у «Мерседес-Бенц» 212 серии. Длина колёсной базы также выросла — до 2939 мм, что позволило увеличить длину салона на 65 мм. Автомобиль стал у́же на 2 мм и ниже на 6 мм Коэффициент лобового сопротивления составил 0,23 (у предыдущего седана — 0,25). На заказ доступны активные заслонки радиаторной решётки. Кузов модели стал ещё более жёстким. Чтобы достичь этого, инженеры немецкого автопроизводителя выбрали каркас с гораздо большей долей алюминиевых (16 % от общей массы для седана и 11 % для купе) и сверхпрочных стальных компонентов (6 % от общей массы), чем у предшественника. Жёсткость на кручение у автомобиля в кузове купе чуть меньше. Передние крылья, капот, крышка багажника и большие секции передней и задней части выполнены из листового или литого алюминия. Лёгкая конструкция поспособствовала уменьшению расхода топлива за счёт снижения общей массы автомобиля и сделала модель более спортивной и подвижной.
Передняя оптика пятого поколения E-класса в расширенной комплектации представляет собой светодиодные фары (по 84 диода в каждой), которые управляют световым пучком выборочным отключением сегментов. Цельные задние фонари, представляющие собой конструкцию из двух пластин в обрамлении кузова транспортного средства, позволяют однозначно включить E-класс в линейку седанов компании. Дополнительно доступны на заказ задние фонари типа Stardust («Звёздная пыль»): красные диоды светят на зеркальную поверхность с угловатыми микровыступами. Эффект «звёздной пыли» создан на основе технологии рефлектора со специально сконструированной структурой поверхности для задних фонарей и дебютировал именно на пятом поколении E-класса.
Как отмечают автомобильные журналисты, в отличие от предыдущего поколения, дизайн экстерьера «Мерседес-Бенц» 213 серии имеет более плавные и элегантные линии. Решётка радиатора, передние фары и задние фонари позаимствовали у других седанов компании. Нижняя часть бампера автомобиля оснащена хромированным диффузором с двумя выхлопными трубами, интегрированными в него. Как и ранее, автомобиль предлагается в линиях исполнения Avantgarde, Exclusive, AMG Line, а также Luxury и Sport на некоторых рынках (в том числе и в России). Базовая версия автомобиля имеет классическую решётку радиатора с фирменной звездой на капоте. Тот же подход применяется и в комплектации Exclusive, хоть и в иной интерпретации. Модели Avantgarde и AMG Line опознаю́тся благодаря спортивной решётке радиатора с большой фирменной эмблемой компании в качестве центральной детали.
Габариты (длина/ширина/высота) длиннобазной версии седана для китайского рынка составляют 5065/1860/1467 мм соответственно, а длина колёсной базы равняется 3079 мм.
В дизайне модели в кузове универсал также преобладают плавные линии, отличающие её от предшественников. Отличить автомобиль от остальных универсалов модельного ряда компании можно по более спокойной пластике боковин: почти горизонтальное ребро жёсткости проходит по дверным ручкам и заканчивается на заднем крыле.
Кабриолет пятого поколения E-класса имеет тот же силуэт, что и версия в кузове купе, разделяя с ней те же характерные пропорции. Подвеска модели на 15 миллиметров ниже, чем у седана. Передняя и боковая части кабриолета выделяются низко расположенной «алмазной» решёткой радиатора с закреплённой в центре фирменной звездой компании-производителя, светодиодными фарами (в качестве опции доступна матричная технология Multibeam), вытянутым капотом с электроприводом и полностью выдвигающимися боковыми окнами. Задняя часть отличается от серийного седана двухсекционными тонкими светодиодными задними фонарями, которые, как и купе, имеют особый режим включения и выключения. Модель традиционно оснащается мягким трёхслойным складным верхом. В стандартной комплектации на автомобиль устанавливаются 17-дюймовые легкосплавные колёсные диски.

### Интерьер
Интерьер пятого поколения E-класса был впервые представлен на видео, распространённом компанией «Мерседес-Бенц» в декабре 2015 года. Кроме того, определённые идеи можно было увидеть на концепт-каре Mercedes-Benz Concept IAA, который немецкий концерн представил в сентябре 2015 года на Франкфуртском автосалоне. Шеф-дизайнер Daimler AG Гордон Вагенер сообщил, что по замыслу дизайнерского отдела компании «интерьер E-класса 213 серии должен воплощать синтез эмоций и интеллекта — полюсов, которые определяют философию дизайна „Мерседес-Бенц“ под названием Sensual Purity».
По заказу клиента в центральную консоль автомобиля под общую стеклянную крышку встраиваются два 12,3-дюймовых Full HD (1920×720) дисплея. Большинство базовых моделей получило в качестве стандарта широкоформатный дисплей. Тем не менее, базовые версии комплектации Avantgarde оснащаются традиционными аналоговыми приборами с семидюймовым мульти-информационным дисплеем, а также 8,4-дюймовым (960×540) информационно-развлекательным центральным экраном. В максимальной комплектации возможна установка 23 высокочастотных динамиков аудиосистемы Burmester и эффектом 3D-звучания (1450 Вт общей мощности, из которых 400 Вт приходится на три сабвуфера), как и в S-классе 222 серии. На рулевом колесе установлены сенсорные элементы управления на горизонтальных спицах (система, получившая название Touch Control), которые реагируют на прикосновение пальцами и управляют информационно-развлекательной системой автомобиля. Большим пальцем левой руки управляется левый экран, правой руки соответственно ― правый. Главное меню пролистывается горизонтальными движениями или «свайпами», подменю ― вертикальными. Навигацию можно вывести на любой из дисплеев, а правый при необходимости в дополнительной информации делится надвое, в соотношении 1/3 и 2/3. Идея использовать широкоформатный дисплей в качестве комбинации приборов позволяет водителю самостоятельно выбирать между тремя стилями отображения: «Классическим», «Спортивным» и «Прогрессивным». Мультифункциональный руль с двумя тачпадами входит в серийное оснащение автомобилей E-класса.
Наряду с тачпадом и сенсорной панелью, для управления информационно-развлекательной системой водитель может использовать также традиционный контроллер COMAND в центральной консоли, который способен распознавать даже почерк, а также систему голосового управления Linguatronic (всё под заказ). Там же располагаются кнопки прямого доступа для управления различными функциями автомобиля, такими как система кондиционирования воздуха или активация и деактивация некоторых систем помощи водителю.
В оформлении интерьера использованы древесина с открытыми порами, дерево в ярких тонах с плавными линиями и новые металлические материалы. Двери в зависимости от комплектации могут быть отделаны кожей. Уже традиционно представлен и фирменный чёрный рояльный лак. Персонализировать дизайн интерьера позволяет концепция материалов и цветовых гамм с различными оттенками коричневого цвета, включая новые цветовые комбинации, такие как ореховый коричневый / макиато и кожано-коричневый / макиато.
Передние кресла с ручной регулировкой длины подушки тоньше, чем у предшественника, а между модификациями отличаются в основном обивкой. У спортивных сидений AMG Line имеется усиленная боковая поддержка, а у активных мультиконтурных ― четырнадцать массажных пневмоэлементов в спинке, два в подушке и четыре вентилятора. Программ массажа ― 5. Подушка у таких кресел раскручивается в длину электроприводом. Спинка задних сидений разделена в соотношении 40:20:40. Одной из новинок серии является пакет Heat Comfort, включающий подогреваемые подлокотники в дверях и на центральной консоли. Базовое оснащение центрального подлокотника включает коробку для укладки вещей и два выдвижных держателя для стаканов. Опционально доступен держатель для планшетного ПК для задних пассажиров.
Внутреннее освещение разработано с применением энергосберегающей светодиодной технологии. На заказ доступна контурная подсветка (на выбор ― 64 оттенка), которая визуально отделяет интерьерные поверхности друг от друга. Она добавляет подсветку, например, к элементам отделки, центральному дисплею, передней укладке на центральной консоли, углублениям для ручек, дверным карманам, передним и задним пространствам для ног, подвесной консоли и иным элементам.
Автомобиль в кузове купе имеет отличное от седана исполнение салона с иным оформлением центральной консоли, включающим видоизменённые дефлекторы вентиляционной системы (в форме маленьких турбин, схожей с продемонстрированной на концепте S-класса в 2013 году), а также обновлённые кресла (стандартные сиденья — с частичной электрорегулировкой, в максимальной комплектации — мультиконтурные с массажем). Пространство сзади в ногах увеличено на 74 мм в сравнении с предшествующей моделью. Добавлена пара новых видов светлой деревянной отделки с крупными порами и глянцем. Запас пространства для головы, ног, а также в плечах на первом и втором рядах увеличился. В базовой комплектации купе «Мерседес-Бенц» 213 серии оборудовано аналоговыми приборами и центральным дисплеем на 8,4 дюйма (на заказ доступна пара экранов на 12,3 дюйма). В качестве опций предусмотрен полный спектр интеграции со смартфоном, навигация с информацией о трафике, Concierge Service. В стандартную комплектацию также входят светодиодные фары, а на заказ доступна адаптивная оптика с независимо контролируемыми диодами в каждом блоке.
В случае установки мультимедийной системы COMAND Online доступны системы Apple CarPlay и Android Auto.
Вариант в кузове кабриолет имеет то же оформление салона, что и купе. В отделке салона также применяются высококачественные материалы, применяемые на автомобилях в кузове седан и купе. В передней части салона устанавливается та же приборная панель, что и у версии в кузове купе, с теми же дефлекторами системы вентиляции. Модель начального уровня сочетает в себе два круглых циферблата и 7-дюймовую комбинацию приборов (разрешение 17,8 см или 1000×600 пикселей) с центральным дисплеем диагональю в 8,4 дюйма (разрешение 21,3 см или 960×540 пикселей). Циферблаты, комбинация приборов и центральный дисплей установлены в едином корпусе с глянцевым оформление в стиле «рояльный лак». В качестве опции по-прежнему доступны два 12,3-дюймовых дисплея с высоким разрешением, как и множество иных решений, применённых как на седане, так и в купе.

### Линии исполнения

#### Avantgarde
Линия исполнения Avantgarde по замыслу дизайнеров компании «Мерседес-Бенц» должна подчёркивать спортивный характер и динамичность автомобилей E-класса. В состав данной комплектации входят: уникальный (в рамках серии) передний бампер, более крупные легкосплавные диски, а также элементы дизайна в хромированном и алюминиевом исполнениях. Более спортивный характер автомобилю придаёт и подвеска AGILITY CONTROL с заниженным дорожным просветом. Фирменная эмблема компании расположена не на капоте, а по центру решётки радиатора.
Для оформления интерьера салона предлагаются три цветовых решения, трёхспицевое спортивное многофункциональное рулевое колесо с глубоким тиснением в области захвата, алюминиевая декоративная отделка и сиденья повышенной комфортности, отделанные искусственной кожей артико либо тканью «Норвич» с горизонтальной прострочкой. По мнению американского автомобильного журнала Autoweek, качество материалов данной линии исполнения не настолько высокое, как у линии Exclusive, однако это компенсируется их меньшей стоимостью при покупке автомобиля.

#### Exclusive
Линия исполнения Exclusive отличается разработанным специально для неё передним бампером, классической решёткой радиатора с множеством ламелей, фирменной звездой «Мерседес-Бенц», закреплённой на капоте, дополнительными хромированными элементами декоративной отделки (молдинги и прочее), а также увеличенными легкосплавными дисками.
Интерьер линии исполнения Exclusive предусматривает, помимо прочего, сиденья с эксклюзивным дизайном, три цветовых варианта отделки салона и крупные декоративные элементы из дерева. Характерными особенностями интерьера являются аналоговые часы, декоративные элементы из светлого алюминия с карбоновой шлифовкой или из дерева, мультифункциональное рулевое колесо в исполнении из кожи, а также панель приборов в исполнении из искусственной кожи Artico.

#### AMG Line
Линия исполнения AMG Line является продолжением идей комплектации Avantgarde, но с ещё более спортивным обликом, присущим моделям подразделения Mercedes-AMG. В неё входят элементы оформления экстерьера автомобиля под модели AMG (бампера, обвесы и прочие элементы), легкосплавные диски AMG и подвеска AGILITY CONTROL с заниженным дорожным просветом. Фирменный логотип компании, как и в комплектации Avantgarde, располагается по центру решётки радиатора.
В число отличительных элементов оформления салона автомобиля данной комплектации входят: усечённое снизу многофункциональное спортивное рулевое колесо, спортивные сиденья с увеличенной боковой поддержкой, а также спортивные педали AMG из полированной стали и напольные коврики AMG. В отделке салона преобладают белый и чёрный или чёрный и красный цвета.

### Шасси
В основе седана «Мерседес-Бенц» E-класса пятого поколения лежит модульная платформа «MRA» (продольное расположение агрегата), которая используется на последних моделях S- и C-классов. Покупателям предлагается три варианта подвески с переменным управлением демпфированием: «Комфорт», «Комфорт Авангард» и «Спорт». На заказ доступа пневматическая подвеска «Эйр Боди Контрол» (Air Body Control), в которой используются многокамерные пневматические пружины (две камеры для каждого из передних колёс и три камеры на каждом из задних колёс), благодаря чему система обеспечивает переменные жёсткость, демпфирование, высоту поездки и возможности самовыравнивания.
Все версии купе Е-класса пятого поколения оснащены шасси Direct Control с амплитудно-зависимыми амортизаторами. Подвеска автомобиля занижена на 15 мм по сравнению с вариантом в кузове седан. В качестве опции доступны адаптивная подвеска с обычными пружинами и пневматическая.

#### Подвеска
Подвеска у базовой версии автомобилей E-класса 213 серии — со стальными пружинами, доступная в трёх вариантах: 1) комфортная, 2) чуть более жёсткая и заниженная на 15 мм Avantgarde и 3) спортивная, также заниженная. Передняя и задняя подвески — независимые и многорычажные. В обеих установлены винтовые пружины и однотрубные газонаполненные амортизаторы с SDD. Подрамник передней подвески — стальной, электромотор усилителя руля закреплён на рейке с переменным передаточным отношением.
В максимальных комплектациях доступна многокамерная адаптивная пневмоподвеска с автоматической регулировкой жёсткости «Эйр Боди Контрол» (такой же оснащается кроссовер «Мерседес-Бенц» GLC-класса) и пятью доступными режимами: «Комфорт», «ЭКО», «Спорт», «Спорт+» и «Индивидуальный». Преимуществами данной системы являются три камеры разного размера в пружинных стойках задней оси (основной объём сосредоточен в центре, а пара вспомогательных — вокруг перепускных клапанов) и две в пружинных стойках передней оси (пневмопружины ZF Sachs), которые позволяют контролировать жёсткость подвески в три этапа, что значительно увеличивает уровень комфорта при езде по неровным поверхностям. Передние стойки оснащаются однотрубными амортизаторами с выносной камерой и раздельной регулировкой характеристик отбоя и сжатия. Верхние электромагнитные клапаны — пневмопружинные, нижние — амортизаторные. Кроме того, пневматическая подвеска «Эйр Боди Контрол» обеспечивает всестороннее самонивелирование для обеспечения высокого уровня комфорта даже при загруженном автомобиле. Она автоматически регулирует высоту транспортного средства в зависимости от скорости и способствует понижению расхода топлива на автомагистрали (например, путём снижения клиренса автомобиля). При движении по неровным или подъездным дорогам дорожный просвет может быть увеличен нажатием одной кнопки переключателя регулировки высоты. Многокамерная пневматическая подвеска также дополняется постоянно действующей системой регулировки демпфирования с электронным управлением, которая полностью адаптирует амортизацию на каждом отдельном колесе к текущей дорожной ситуации и дорожным условиям — например, при выполнении уклончивых манёвров или вождении на плохих дорожных покрытиях.
Подвески автомобиля в кузове купе схожи с вариантом в кузове седан. Шасси с обычными пружинами предлагается в двух вариантах — с амплитудозависимыми или адаптивными амортизаторами. И в том и в другом случае клиренс, по сравнению с седаном, уменьшен на 15 мм. У пневмостоек по две камеры спереди и по три — сзади.
В результате рестайлинга 2020 года Е-класс обзавёлся уменьшенным на 15 мм дорожным просветов — по задумке инженеров это должно улучшить аэродинамические характеристики автомобиля на больших скоростях, что позволяет слегка уменьшить расход топлива, а, следовательно, понизить уровень вредных выбросов. Клиренс модификации «All-Terrain» остался без изменений (156 мм).

#### Трансмиссия
В базовой комплектации автомобиль на момент запуска в продажу (модели E200, E220 d, E350 d и E350 e) оснащался гидромеханической 9-ступенчатой автоматической коробкой переключения передач 9G-Tronic как для седанов, так и для версий в кузове купе, универсал и кабриолет. По состоянию на июнь 2018 года весь представленный модельный ряд серии по-прежнему комплектуется исключительно АКП. Масса агрегата составляет 95 кг, максимальный крутящий момент равен 1000 Н·м, а заявленный КПД — 92 %. Данная трансмиссия позволяет быстро и плавно переключать передачи и обеспечивает низкие обороты двигателя, что благоприятно влияет на топливную эффективность и уровень шума. У Е-класса в кузове купе силовой диапазон КПП отличается от седана и составляет 8,92. Наиболее мощные версии от подразделения Mercedes-AMG оснащаются спортивной 9-ступенчатой трансмиссией AMG Speedshift MCT с многодисковым сцеплением.

#### Рулевое управление
На автомобиль устанавливается электромеханическое рулевое управление с изменяемым передаточным отношением, которое должно способствовать повышению комфорта при прокрутке руля, регулирующегося в зависимости от скорости движения автомобиля. Передаточное отношение варьируется при этом в зависимости от угла поворота рулевого колеса. Ещё одно преимущество данного механизма, по заявлению компании, состоит в том, что он не только улучшает ходовые качества модели, но и способствует снижению расхода топлива. При помощи функции Direct Steer имеется возможность настроить чувствительность не только подвески, но и рулевого управления.
Спортивные модификации от подразделения Mercedes-AMG оснащаются электромеханическим спортивным гидроусилителем руля с зубчатой рейкой, регулируемым передаточным отношением (15,5:1) и рулевым управлением с переменным усилием.

#### Тормозная система
Базовые модели «Мерседес-Бенц» 213 серии и спереди, и сзади оснащаются дисковыми вентилируемыми тормозными механизмами.
На модификации от подразделения Mercedes-AMG устанавливается двухконтурная гидравлическая тормозная система с вакуумным усилителем и ступенчатым тормозным цилиндром. В передней части автомобили оснащаются 360-миллиметровыми (E63) или 390-миллиметровыми (E63 S) вентилируемыми и перфорированными дисковыми тормозами с шестипоршневым алюминиевым суппортом, в задней — 360-миллиметровыми вентилируемыми и перфорированными дисковыми тормозами с однопоршневым алюминиевым плавающим тормозным суппортом. На заказ доступна лёгкая композитная керамическая тормозная система, способная справиться с более высокими нагрузками при торможении. Модель E53 AMG на передней оси оснащается перфорированными вентилируемыми тормозными дисками размером 370×36 мм с четырёхпоршневыми фиксированными суппортами, на задней оси — вентилируемыми тормозными дисками размером 360×26 мм с однопоршневыми плавающими суппортами.

#### Колёса и шины
На базовые модели с рядными четырёхцилиндровыми двигателями устанавливаются диски размером R16 и шинами 205/65. Более мощные модели оснащаются 17-дюймовыми (R17) легкосплавными дисками с шинами размером 225/55. На модификацию E43 AMG устанавливаются 19-дюймовые легкосплавные диски AMG (8,0 J x 19 H2 ET20 спереди и 9,0 J x 19 H2 ET49 сзади) с пятью двойными спицами, окрашенные в глянцевый чёрный цвет. Размер шин составляет 245/40 ZR 19 спереди и 275/35 ZR 19 сзади. Наиболее мощные AMG модели E63 и E63 S оснащаются 9,5 J x 19 передними и 10,0 J x 19 задними легкосплавными дисками с широкопрофильными шинами размером 265/40 R19 спереди и 295/35 R19 сзади. На заказ доступно множество модификаций дисков и шин различных размеров и дизайна.

### Двигатели
До официальной презентации модели многие автомобильные издания опубликовали предполагаемый начальный модельный ряд двигателей будущей серии E-класса, состоящий из бензиновых E200, E250, E300, гибридного E350 e, а также дизельных E200 d, E220 d, E250 d и E350 d. Также выдвигались предположения о технических характеристиках силового агрегата будущей AMG модификации E63 AMG.
На автосалоне в Детройте было объявлено, что на момент начала продаж — весна 2016 года — модель будет предлагаться с двумя двухлитровыми четырёхцилиндровыми двигателями: бензиновым 184-сильным (E200) и новым дизелем, развивающим 195 л. с. и 400 Н·м крутящего момента (E220 d). Оба агрегата сочетаются с девятидиапазонной автоматической коробкой передач 9G-Tronic. Позже модельный ряд дополнился 150-сильным (четырёхцилиндровый) и 258-сильным (шестицилиндровый E350 d) дизелями, а также двумя бензиновыми двигателями мощностью свыше 330 (шестицилиндровый E400 4MATIC) и 240 (четырёхцилиндровый) лошадиных сил соответственно. Кроме того, в линейке E-класса доступна и гибридная модификация. В её основе лежит четырёхцилиндровый мотор и электродвигатель, развивающие совместно максимальную мощность в 286 лошадиных сил (210 кВт).
На момент старта продаж в Европе автомобиль в кузове седан оснащался следующими вариантами двигателей: дизельные E200 d (148 л. с.), E220 d (191 л. с.) и E350 d (255 л. с.); бензиновые E200 (181 л. с.), E250 (208 л. с.), E400 (333 л. с.) и E43 AMG 4MATIC (401 л. с.).
Модельный ряд двигателей купе на момент старта продаж включает E220 d, E200, E300 и E400 4MATIC. Последняя оснащена двигателем V6 серии М276 (с двойным наддувом, непосредственным впрыском третьего поколения, регулируемыми фазами газораспределения на впуске и выпуске, малошумными цепями в приводе ГРМ и безгильзовым блоком), который впервые был представлен в марте 2013 года на Е-классе W212. Средний расход топлива у дизельных силовых агрегатов — 4,0 л/100 км, у бензиновых — от 6,0 до 8,1. В 2018 году модельный ряд двигателей подразделения Mercedes-AMG пополнил новый рядный шестицицилиндровый двигатель M256, который инженеры оснастили турбокомпрессором и электрическим нагнетателем. Максимальная мощность силового агрегата составляет 429 л. с., крутящий момент равен 520 Н·м. Мощность электродвигателя составляет 22 лошадиные силы.
Весной 2018 года из модельного ряда E-класса была исключена версия E350d с трёхлитровым турбодизелем. Вместо неё была представлена модель E400d 4MATIC с новым рядным наддувным ДВС (340 лошадиных сил, 700 ньютон-метров крутящего момента). Седан с таким двигателем достигает скорости в 100 км/ч за 4,9 секунды.
После рестайлинга 2020 года впервые в линейке 213 серии появилась гибридная силовая установка со стартер-генератором второго поколения: 48-вольтовой системой снабдили двухлитровый турбированный двигатель M254 с четырьмя цилиндрами и мощностью в 272 л. с.. Электромотор способен кратковременно добавить ещё 20 л. с. и 180 Н·м крутящего момента. Кроме того, E-класс обзавёлся рядным шестицилиндровым двигателем с заводским обозначением М256. В линейку дизельных агрегатов попали двигатели четырёхцилиндровый OM654 и шестицилиндровый OM656
.

#### Бензиновые
| Модели                              | E 180                               | E 200                                             | E 200 4MATIC                                      | E 200                                                        | E 200 4MATIC                                                 | E 250                               | E 300                               | E 300 4MATIC                        | E 300                                                   | E 350                                                     | E 300 e                                                                 | E 350 e                                                                | E 400 4MATIC                             | E 450 4MATIC                             | Mercedes-AMG E 43 4MATIC            | Mercedes-AMG E 53 4MATIC+                               | Mercedes-AMG E 63 4MATIC+                          | Mercedes-AMG E 63 S 4MATIC+                        |                                                    |
| Годы производства                   | —                                   | 02/2016-05/2019                                   | 02/2016-05/2019                                   | с 06/2019                                                    | с 06/2019                                                    | 07/2016-04/2018                     | 07/2016-05/2019                     | 07/2016-05/2019                     | с 06/2019                                               | с 04/2018                                                 | с 11/2018                                                               | 07/2016-04/2018                                                        | 07/2016-04/2018                          | с 09/2018                                | 07/2016-04/2018                     | с 04/2018                                               | с 03/2017                                          | с 03/2017                                          |                                                    |
| Характеристики                      |                                     |                                                   |                                                   |                                                              |                                                              |                                     |                                     |                                     |                                                         |                                                           |                                                                         |                                                                        |                                          |                                          |                                     |                                                         |                                                    |                                                    |                                                    |
| Двигатель*                          | M274 DE 16 AL                       | M274 DES 20 AL                                    | M274 DES 20 AL                                    | M274 DES 20 AL                                               | M274 DES 20 AL                                               | M274 DES 20 AL                      | M274 DE 20 AL                       | M274 DE 20 AL                       | M274 DE 20 AL                                           | M264 E 20 DEH LA                                          | M274 DE 20 AL                                                           | M274 DE 20 AL                                                          | M276 DE 30 AL                            | M276 DEH 30 LA*                          | M276 DE 30 AL                       | M256 E30 DEH LA G R                                     | M177 DE 40 AL                                      | M177 DE 40 AL                                      |                                                    |
| Тип двигателя                       | бензиновый R4                       | бензиновый R4                                     | бензиновый R4                                     | бензиновый R4 + электромотор                                 | бензиновый R4 + электромотор                                 | бензиновый R4                       | бензиновый R4                       | бензиновый R4                       | бензиновый R4 + электромотор                            | бензиновый R4 + электромотор                              | бензиновый R4 + электромотор                                            | бензиновый R4 + электромотор                                           | бензиновый V6                            | бензиновый V6                            | бензиновый V6                       | бензиновый R6 + электромотор                            | бензиновый V8                                      | бензиновый V8                                      |                                                    |
| Система питания                     | прямой впрыск топлива               | прямой впрыск топлива                             | прямой впрыск топлива                             | прямой впрыск топлива                                        | прямой впрыск топлива                                        | прямой впрыск топлива               | прямой впрыск топлива               | прямой впрыск топлива               | прямой впрыск топлива                                   | прямой впрыск топлива                                     | прямой впрыск топлива                                                   | прямой впрыск топлива                                                  | прямой впрыск топлива                    | прямой впрыск топлива                    | прямой впрыск топлива               | прямой впрыск топлива                                   | прямой впрыск топлива                              | прямой впрыск топлива                              |                                                    |
| Оснащение                           | турбонаддув                         | турбонаддув                                       | турбонаддув                                       | турбонаддув                                                  | турбонаддув                                                  | турбонаддув                         | турбонаддув                         | турбонаддув                         | турбонаддув                                             | турбонаддув                                               | турбонаддув                                                             | турбонаддув                                                            | битурбо                                  | битурбо                                  | битурбо                             | турбонаддув                                             | битурбо                                            | битурбо                                            |                                                    |
| Рабочий объём                       | 1595 см3                            | 1991 см3                                          | 1991 см3                                          | 1991 см3                                                     | 1991 см3                                                     | 1991 см3                            | 1991 см3                            | 1991 см3                            | 1991 см3                                                | 1991 см3                                                  | 1991 см3                                                                | 1991 см3                                                               | 2996 см3                                 | 2996 см3                                 | 2996 см3                            | 2999 см3                                                | 3982 см3                                           | 3982 см3                                           |                                                    |
| Макс. мощность                      | 115 кВт (156 л. с.) при 5300 об/мин | 135 кВт (184 л. с.) при 5500 об/мин               | 135 кВт (184 л. с.) при 5500 об/мин               | 145 кВт + 10 кВт (197 л. с. + 14 л. с.) при 5500-6100 об/мин | 145 кВт + 10 кВт (197 л. с. + 14 л. с.) при 5500-6100 об/мин | 155 кВт (211 л. с.) при 5500 об/мин | 180 кВт (245 л. с.) при 5500 об/мин | 180 кВт (245 л. с.) при 5500 об/мин | 190 кВт + 10 кВт (258 л. с. + 14 л. с.) при 5500 об/мин | 220 кВт + 10 кВт (299 л. с. + 14 л. с.) при 5800-6100 min | 155 кВт (211 л. с.) + 90 кВт (122 л. с.) [суммарно 235 кВт (320 л. с.)] | 155 кВт (211 л. с.) + 65 кВт (88 л. с.) [суммарно 210 кВт (286 л. с.)] | 245 кВт (333 л. с.) при 5250-6000 об/мин | 270 кВт (367 л. с.) при 5500-6000 об/мин | 295 кВт (401 л. с.) при 6100 об/мин | 320 кВт + 16 кВт (435 л. с. + 22 л. с.) при 6100 об/мин | 420 кВт (571 л. с.) при 5750-6500 об/мин           | 450 кВт (612 л. с.) при 5750-6500 об/мин           |                                                    |
| Макс. крутящий момент               | 250 Н·м при 1200-4000 об/мин        | 300 Н·м при 1200-4000 об/мин                      | 300 Н·м при 1200-4000 об/мин                      | 320 Н·м при 1650-4000 об/мин                                 | 320 Н·м при 1650-4000 об/мин                                 | 350 Н·м при 1200-4000 об/мин        | 370 Н·м при 1300-4000 об/мин        | 370 Н·м при 1300-4000 об/мин        | 370 Н·м при 1800-4000 об/мин                            | 400 Н·м при 3000-4000 об/мин                              | 350 Н·м при 1200-4000 об/мин + 440 Н·м [суммарно 700 Н·м]               | 350 Н·м при 1200-4000 об/мин + 440 Н·м [суммарно 600 Н·м]              | 480 Н·м при 1200-4000 об/мин             | 500 Н·м при 1800-4500 об/мин             | 520 Н·м при 2500-5000 об/мин        | 520 Н·м при 1800-5800 об/мин                            | 750 Н·м при 2500-5000 об/мин                       | 850 Н·м при 2500-4500 об/мин                       |                                                    |
| Ходовая часть                       |                                     |                                                   |                                                   |                                                              |                                                              |                                     |                                     |                                     |                                                         |                                                           |                                                                         |                                                                        |                                          |                                          |                                     |                                                         |                                                    |                                                    |                                                    |
| Привод                              | задний привод                       | задний привод                                     | полный привод                                     | задний привод                                                | полный привод                                                | задний привод                       | задний привод                       | полный привод                       | задний привод                                           | задний привод                                             | задний привод                                                           | задний привод                                                          | полный привод                            | полный привод                            | полный привод                       | полный привод                                           | полный привод                                      | полный привод                                      |                                                    |
| Трансмиссия                         | 9G-Tronic                           | 6-ступ. МКП до 04/2018 9G-Tronic с 04/2018        | 9G-Tronic                                         | 9G-Tronic                                                    | 9G-Tronic                                                    | 9G-Tronic                           | 9G-Tronic                           | 9G-Tronic                           | 9G-Tronic                                               | 9G-Tronic                                                 | 9G-Tronic                                                               | 9G-Tronic                                                              | 9G-Tronic                                | 9G-Tronic                                | 9G-Tronic                           | AMG SPEEDSHIFT TCT 9G                                   | AMG SPEEDSHIFT MCT 9G-Tronic                       | AMG SPEEDSHIFT MCT 9G-Tronic                       |                                                    |
| Опциональная трансмиссия            | —                                   | 9G-Tronic (до 04/2018)                            | —                                                 | —                                                            | —                                                            | —                                   | —                                   | —                                   | —                                                       | —                                                         | —                                                                       | —                                                                      | —                                        | —                                        | —                                   | —                                                       | —                                                  | —                                                  |                                                    |
| Доп-ные данные                      |                                     |                                                   |                                                   |                                                              |                                                              |                                     |                                     |                                     |                                                         |                                                           |                                                                         |                                                                        |                                          |                                          |                                     |                                                         |                                                    |                                                    |                                                    |
| Максимальная скорость               |                                     |                                                   |                                                   |                                                              |                                                              |                                     |                                     |                                     |                                                         |                                                           |                                                                         |                                                                        |                                          |                                          |                                     |                                                         |                                                    |                                                    |                                                    |
| Седан                               | 228 км/ч                            | 240 км/ч [240 км/ч]                               | 233 км/ч                                          | 240 км/ч                                                     | 232 км/ч                                                     | 250 км/ч                            | 250 км/ч                            | —                                   | 250 км/ч                                                | 250 км/ч                                                  | 250 км/ч                                                                | 250 км/ч                                                               | 250 км/ч                                 | 250 км/ч                                 | 250 км/ч                            | 250 км/ч [270 км/ч]                                     | 250 км/ч [300 км/ч]                                | 250 км/ч [300 км/ч]                                |                                                    |
| Универсал (T-Modell)                | —                                   | [231 км/ч]                                        | —                                                 | 231 км/ч                                                     | 225 км/ч                                                     | 243 км/ч                            | —                                   | —                                   | 250 км/ч                                                | —                                                         | —                                                                       | —                                                                      | 250 км/ч                                 | 250 км/ч                                 | 250 км/ч                            | 250 км/ч [270 км/ч]                                     | 250 км/ч [300 км/ч]                                | 250 км/ч [300 км/ч]                                |                                                    |
| Купе                                | —                                   | 242 км/ч [240 км/ч]                               | 235 км/ч                                          | —                                                            | —                                                            | —                                   | 250 км/ч                            | —                                   | —                                                       | —                                                         | —                                                                       | —                                                                      | 250 км/ч                                 | 250 км/ч                                 | —                                   | —                                                       | —                                                  | —                                                  | —                                                  |
| Скорость разгона, 0-100 км/ч        |                                     |                                                   |                                                   |                                                              |                                                              |                                     |                                     |                                     |                                                         |                                                           |                                                                         |                                                                        |                                          |                                          |                                     |                                                         |                                                    |                                                    |                                                    |
| Седан                               | 8,9 с                               | 8,1 с [7,7 с]                                     | 7,9 с                                             | 7,5 с                                                        | 7,6 с                                                        | 6,9 с                               | 6,3 с                               | —                                   | 6,2 с                                                   | 5,9 с                                                     | 5,7 с                                                                   | 6,2 с                                                                  | 5,2 с                                    | 5,1 с                                    | 4,6 с                               | 4,5 с                                                   | 3,5 с                                              | 3,4 с                                              |                                                    |
| Универсал                           | —                                   | [8,1 с]                                           | —                                                 | 7,8 с                                                        | 7,9 с                                                        | 7,2 с                               | —                                   | —                                   | 6,3 с                                                   | —                                                         | —                                                                       | —                                                                      | 5,4 с                                    | 5,3 с                                    | 4,7 с                               | 4,6 с                                                   | 3,6 с                                              | 3,5 с                                              |                                                    |
| Купе                                | —                                   | 8,4 с [7,8 с]                                     | 8,0 с                                             | —                                                            | —                                                            | —                                   | 6,4 с                               | —                                   | —                                                       | —                                                         | —                                                                       | —                                                                      | 5,3 с                                    | 5,6 с                                    | —                                   | —                                                       | —                                                  | —                                                  | —                                                  |
| Средний расход топлива на 100 км, л |                                     |                                                   |                                                   |                                                              |                                                              |                                     |                                     |                                     |                                                         |                                                           |                                                                         |                                                                        |                                          |                                          |                                     |                                                         |                                                    |                                                    |                                                    |
| Седан                               | 6,5-5,9 л                           | 6,8-6,1 л [6,3-5,9 л]                             | 7,3-6,8 л                                         | 6,5-6,1 л                                                    | 7,2-6,7 л                                                    | 6,3-5,9 л                           | 6,6 л                               | —                                   | 6,6-6,1 л                                               | 6,7 л Plus                                                | 2,0 л                                                                   | 2,1-2,5 л                                                              | 7,9-7,6 л                                | 8,4-8,6 л Plus                           | 8,2-8,4 л Plus                      | 8,6-8,7 л Plus                                          | 8,8-9,1 л Plus                                     | 8,8-9,1 л Plus                                     |                                                    |
| Универсал                           | —                                   | [6,6-6,2 л]                                       | —                                                 | 6,8-6,4 л                                                    | 7,3-6,8 л                                                    | 6,6-6,2 л                           | —                                   | —                                   | 6,9-6,4 л                                               | —                                                         | —                                                                       | —                                                                      | 8,2-7,9 л                                | 8,5-8,9 л Plus                           | 8,4-8,6 л Plus                      | 8,7-8,9 л Plus                                          | 9,1-9,4 л Plus                                     | 9,1-9,4 л Plus                                     |                                                    |
| Купе                                | —                                   | 6,5—7,1 л [6,0—6,7 л]                             | 7,0—7,5 л                                         | —                                                            | —                                                            | —                                   | [6,4—7,0 л]                         | —                                   | —                                                       | —                                                         | —                                                                       | —                                                                      | [8,1—8,4 л]                              | 8,5—8,8 л                                | —                                   | —                                                       | —                                                  | —                                                  | —                                                  |
| Выбросы CO2                         |                                     |                                                   |                                                   |                                                              |                                                              |                                     |                                     |                                     |                                                         |                                                           |                                                                         |                                                                        |                                          |                                          |                                     |                                                         |                                                    |                                                    |                                                    |
| Седан                               | 146-134 г/км                        | 153-140 г/км [142-132 г/км]                       | 162-152 г/км                                      | 149-139 г/км                                                 | 164-153 г/км                                                 | 142-132 г/км                        | 156 г/км                            | —                                   | 150-140 г/км                                            | 153 г/км                                                  | 45 г/км                                                                 | 49-57 г/км                                                             | 179-173 г/км                             | 192-196 г/км                             | 187-192 г/км                        | 197-200 г/км                                            | 199—207 г/км                                       | 199—207 г/км                                       |                                                    |
| Универсал                           | —                                   | [149-138 г/км]                                    | —                                                 | 156-146 г/км                                                 | 166-156 г/км                                                 | 149-138 г/км                        | —                                   | —                                   | 157-147 г/км                                            | —                                                         | —                                                                       | —                                                                      | 186-180 г/км                             | 194-203 г/км                             | 192-197 г/км                        | 200-203 г/км                                            | 206—214 г/км                                       | 206—214 г/км                                       |                                                    |
| Купе                                | —                                   | 147—159 г/км [136—151 г/км]                       | 158—170                                           | —                                                            | —                                                            | —                                   | [147—160 г/км]                      | —                                   | —                                                       | —                                                         | —                                                                       | —                                                                      | [183—189 г/км]                           | 202 г/км                                 | —                                   | —                                                       | —                                                  | —                                                  | —                                                  |
| Экологический стандарт              | Евро 6                              | Евро 6 (02/2016-04/2018) Евро 6d-TEMP (с 04/2018) | Евро 6 (02/2016-04/2018) Евро 6d-TEMP (с 04/2018) | Евро 6d-TEMP                                                 | Евро 6d-TEMP                                                 | Евро 6b                             | Евро 6b                             | Евро 6b                             | Евро 6d-TEMP                                            | Евро 6d-TEMP                                              | Евро 6d-TEMP                                                            | Евро 6b                                                                | Евро 6b                                  | Евро 6d-TEMP                             | Евро 6b                             | Евро 6d-TEMP                                            | Евро 6b (03/2017-04/2018) Евро 6d-TEMP (с 04/2018) | Евро 6b (03/2017-04/2018) Евро 6d-TEMP (с 04/2018) | Евро 6b (03/2017-04/2018) Евро 6d-TEMP (с 04/2018) |

* Расшифровка обозначений двигателей: M = бензиновый двигатель; OM = дизельный двигатель; E = впрыск во впускной коллектор; KE = впрыск во впускной коллектор, компрессорный наддув; DE = прямой впрыск; ML = компрессор; L = охлаждение наддувочного воздуха; A = турбокомпрессор; red. = пониженные характеристики (мощность, рабочий объём); LS = повышенная производительность.
1. ↑  Для некоторых стран: Египет, Коста-Рика, Греция, Ирландия, Молдова, Польша, Турция.
2. 1 2 3 4  При заказе пакета Driver’s Package.

#### Дизельные
| Модель                           | E 200 d                                                  | E 200 d                             | E 220 d                                            | E 220 d 4MATIC                                     | E 300 d                             | E 300 de                                                               | E 350 d                             | E 350 d 4MATIC                      | E 350 d                                  | E 400 d 4MATIC                           |           |
| Годы производства                | 07/2016-04/2019                                          | с 04/2019                           | с 02/2016                                          | с 10/2016                                          | с 02/2018                           | с 10/2018                                                              | 06/2016-04/2018                     | 07/2016-04/2018                     | с 09/2018                                | с 04/2018                                |           |
| Характеристики                   |                                                          |                                     |                                                    |                                                    |                                     |                                                                        |                                     |                                     |                                          |                                          |           |
| Двигатель*                       | OM654 D 20 SCR                                           | OM654 D 16 SCR                      | OM654 D 20 SCR                                     | OM654 D 20 SCR                                     | OM654 D 20 SCR                      | OM654 D 20 SCR                                                         | OM642 LS DE 30 LA                   | OM642 LS DE 30 LA                   | OM656 D 29 R SCR                         | OM656 D 29 SCR                           |           |
| Тип двигателя                    | дизельный R4                                             | дизельный R4                        | дизельный R4                                       | дизельный R4                                       | дизельный R4                        | дизельный R4 + электромотор                                            | дизельный V6                        | дизельный V6                        | дизельный R6                             | дизельный R6                             |           |
| Система питания                  | прямой впрыск топлива и Common Rail                      | прямой впрыск топлива и Common Rail | прямой впрыск топлива и Common Rail                | прямой впрыск топлива и Common Rail                | прямой впрыск топлива и Common Rail | прямой впрыск топлива и Common Rail                                    | прямой впрыск топлива и Common Rail | прямой впрыск топлива и Common Rail | прямой впрыск топлива и Common Rail      | прямой впрыск топлива и Common Rail      |           |
| Оснащение                        | турбонаддув                                              | турбонаддув                         | турбонаддув                                        | турбонаддув                                        | битурбо                             | турбонаддув                                                            | турбонаддув                         | турбонаддув                         | битурбо                                  | битурбо                                  |           |
| Рабочий объём                    | 1950 см3                                                 | 1597 см3                            | 1950 см3                                           | 1950 см3                                           | 1950 см3                            | 1950 см3                                                               | 2987 см3                            | 2987 см3                            | 2925 см3                                 | 2925 см3                                 |           |
| Мощность                         | 110 кВт (150 л. с.) при 3200-4800 об/мин                 | 118 кВт (160 л. с.) при 3800 об/мин | 143 кВт (194 л. с.) при 3800 об/мин                | 143 кВт (194 л. с.) при 3800 об/мин                | 180 кВт (245 л. с.) при 4200 об/мин | 143 кВт + 90 кВт (194 л. с. + 122 л. с.) суммарно: 225 кВт (306 л. с.) | 190 кВт (258 л. с.) при 3400 об/мин | 190 кВт (258 л. с.) при 3400 об/мин | 210 кВт (286 л. с.) при 3600-4600 об/мин | 250 кВт (340 л. с.) при 3600-4400 об/мин |           |
| Макс. крутящий момент            | 360 Н·м при 1400—2800 об/мин                             | 360 Н·м при 1600—2600 об/мин        | 400 Н·м при 1600—2800 об/мин                       | 400 Н·м при 1600—2800 об/мин                       | 500 Н·м при 1600—2400 об/мин        | 400 Н·м при 1600—2800 об/мин + 440 Н·м суммарно: 700 Н·м               | 620 Н·м при 1600—2400 об/мин        | 620 Н·м при 1600—2400 об/мин        | 600 Н·м при 1200-3200 об/мин             | 700 Н·м при 1200-3200 об/мин             |           |
| Ходовая часть                    |                                                          |                                     |                                                    |                                                    |                                     |                                                                        |                                     |                                     |                                          |                                          |           |
| Привод                           | задний привод                                            | задний привод                       | задний привод                                      | полный привод                                      | задний привод                       | задний привод                                                          | задний привод                       | полный привод                       | задний привод                            | полный привод                            |           |
| Трансмиссия                      | 9G-Tronic                                                | 9G-Tronic                           | 9G-Tronic                                          | 9G-Tronic                                          | 9G-Tronic                           | 9G-Tronic со встроенным электродвигателем стартера                     | 9G-Tronic                           | 9G-Tronic                           | 9G-Tronic                                | 9G-Tronic                                | 9G-Tronic |
| Доп-ные данные                   |                                                          |                                     |                                                    |                                                    |                                     |                                                                        |                                     |                                     |                                          |                                          |           |
| Максимальная скорость            |                                                          |                                     |                                                    |                                                    |                                     |                                                                        |                                     |                                     |                                          |                                          |           |
| Седан                            | 224 км/ч                                                 | 226 км/ч                            | 240 км/ч                                           | 239 км/ч                                           | 250 км/ч                            | 250 км/ч                                                               | 250 км/ч                            | 250 км/ч                            | 250 км/ч                                 | 250 км/ч                                 |           |
| Универсал                        | 217 км/ч                                                 | 217 км/ч                            | 235 км/ч                                           | 233 км/ч                                           | 250 км/ч                            | 250 км/ч                                                               | 250 км/ч                            | 250 км/ч                            | 250 км/ч                                 | 250 км/ч                                 |           |
| Купе                             | —                                                        | —                                   | 242 км/ч                                           | 239 км/ч                                           | —                                   | —                                                                      | 250 км/ч                            | —                                   |                                          |                                          |           |
| Скорость разгона, 0-100 км/ч     |                                                          |                                     |                                                    |                                                    |                                     |                                                                        |                                     |                                     |                                          |                                          |           |
| Седан                            | 8,4 с                                                    | 8,4 с                               | 7,3 с                                              | 7,5 с                                              | 6,2 с                               | 5,9 с                                                                  | 5,9 с                               | 5,9 с                               | 5,7 с                                    | 4,9 с                                    |           |
| Универсал                        | 8,7 с                                                    | 8,7 с                               | 7,7 с                                              | 7,8 с                                              | 6,5 с                               | 6,0 с                                                                  | 6,0 с                               | 6,0 с                               | 5,7 с                                    | 5,1 с                                    |           |
| Купе                             | —                                                        | —                                   | 7,4 с                                              | 7,6 с                                              | —                                   | —                                                                      | 6,0 с                               | —                                   | —                                        | —                                        |           |
| Средний расход топлива на 100 км |                                                          |                                     |                                                    |                                                    |                                     |                                                                        |                                     |                                     |                                          |                                          |           |
| Седан                            | 3,9-4,3 л                                                | 4,2-4,7 л                           | 3,9-4,3 л                                          | 4,5-4,9 л                                          | 5,0-5,2 л                           | 1,7 л                                                                  | 5,3-5,8 л                           | 6,0-6,3 л                           | 5,2-5,4 л                                | 5,5-5,8 л                                |           |
| Универсал                        | 4,4-4,9 л                                                | 3,9-4,3 л                           | 4,2-4,6 л                                          | 4,9-5,2 л                                          | 5,2-5,4 л                           | 1,7 л                                                                  | 5,8-6,2 л                           | 6,3-6,6 л                           | 5,5-5,7 л                                | 5,8-6,1 л                                |           |
| Купе                             | —                                                        | —                                   | 4,0—4,6 л                                          | 4,8—5,3 л                                          | —                                   | —                                                                      | 6,3 л                               | —                                   | —                                        | —                                        |           |
| Выбросы CO2                      |                                                          |                                     |                                                    |                                                    |                                     |                                                                        |                                     |                                     |                                          |                                          |           |
| Седан                            | 102-112 г/км                                             | 110-123 г/км                        | 102-112 г/км                                       | 117-129 г/км                                       | 131-137 г/км                        | 0-41 г/км                                                              | 140-153 г/км                        | 159-167 г/км                        | 138-143 г/км                             | 145-154 г/км                             |           |
| Универсал                        | 109-120 г/км                                             | 117-128 г/км                        | 109-120 г/км                                       | 126-137 г/км                                       | 138-144 г/км                        | 0-44 г/км                                                              | 148-162 г/км                        | 166-174 г/км                        | 145-149 г/км                             | 154-161 г/км                             |           |
| Купе                             | —                                                        | —                                   | 106—119 г/км                                       | 126—137 г/км                                       | —                                   | —                                                                      | 165 г/км                            | —                                   | —                                        | —                                        |           |
| Экологический стандарт           | Евро 6c (02/2016-04/2018) Евро 6d-TEMP (04/2018-04/2019) | Евро 6d-TEMP                        | Евро 6c (02/2016-04/2018) Евро 6d-TEMP (c 04/2018) | Евро 6c (02/2016-04/2018) Евро 6d-TEMP (c 04/2018) | Евро 6d-TEMP                        | Евро 6d-TEMP                                                           | Евро 6b                             | Евро 6b                             | Евро 6d-TEMP                             | Евро 6d-TEMP                             |           |

* Расшифровка обозначений двигателей: M = бензиновый двигатель; OM = дизельный двигатель; E = впрыск во впускной коллектор; KE = впрыск во впускной коллектор, компрессорный наддув; DE = прямой впрыск; ML = компрессор; L = охлаждение наддувочного воздуха; A = турбокомпрессор; red. = пониженные характеристики (мощность, рабочий объём); LS = повышенная производительность.

### Технологические инновации
Электрооборудование модели было представлено на технической презентации в июле 2015 года. Новый автомобиль E-класса стал на шаг ближе к принципу автономного вождения благодаря девяти новым и/или обновлённым системам помощи водителю. В состав технологического обеспечения модели 213 серии после усовершенствования вошло множество решений, которые можно было увидеть на последнем поколении S-класса.

#### Автономное вождение
Набор новых датчиков, камер и радаров позволил автомобилю «Мерседес-Бенц» 213 серии выйти на новый уровень в вопросе полуавтономного вождения, что было отмечено многочисленными независимыми тест-драйвами. В число компонентов технологии автономного вождения входят: четыре радара средней дальности (до 80 м), спрятанные по углам автомобиля внутри бамперов, один дальнобойный (до 250 м) радар за фирменной эмблемой компании на решётке радиатора, стереокамера в лобовом стекле, а также ультразвуковые датчики парковки.
Следующий уровень развития системы Intelligent Drive, получивший название Drive Pilot (комбинация адаптивного круиз-контроля и технологии контроля за разметкой), позволяет автомобилю двигаться вперёд на скорости до 210 километров в час при сохранении безопасного расстояния до медленно движущихся транспортных средств. Технология не представляет собой полноценный автопилот и может издавать звуковой сигнал в тех случаях, когда по мнению системы необходимо вмешательство водителя.
При более высоких скоростях функция Steering Pilot использует видимую дорожную разметку для движения вперёд и на поворотах на скорости до 130 километров в час. Автомобиль способен сканировать окружающее пространство, а также впереди идущий автомобиль в том случае, если дорожная разметка не просматривается, что позволяет ему держаться в собственной полосе движения.
Кроме того, система умеет автоматически увеличивать или уменьшать скорость движения автомобиля, распознавая знаки ограничения скорости. Происходит это в том случае, если водитель не принимает никаких действий.
По заявлению компании, сделанному на «Consumer Electronics Show» 2016 года, автомобиль должен стать первым транспортным средством, которое получит официальную лицензию на технологию автономного вождения в штате Невада (США).

#### Remote Parking Pilot
На пятом поколении Е-класса компания «Мерседес-Бенц» внедрила систему под названием Remote Parking Pilot — приложение для смартфона, при помощи которого можно управлять автомобилем, находясь при этом снаружи — например, чтобы заехать на парковочное место в узком гараже, где нельзя открыть двери, и вывести машину с него же. В целях обеспечения безопасности технология работоспособна только на скорости до 3 км/ч.
Ещё одна новая функция — Digital Car Key — позволяет использовать смартфон в качестве чип-ключа. Система использует технологию Near Field Communication, которая позволяет открывать и запирать автомобиль даже в том случае, если в нём отсутствует аккумуляторная батарея.

#### Adaptive LED Matrix Lighting
На автомобиле «Мерседес-Бенц» 213 серии была улучшена представленная в 2014 году на CLS-классе технология Multibeam LED (идея матричного управления головным светом). Количество светодиодов колеблется от 24 до 84, причём каждый из них индивидуально-контролируемый. Они способны менять форму пучка света, обеспечивая хорошую освещённость обстановки, но не ослепляя водителей встречных транспортных средств.
Как и у рестайлинговой версии «Мерседес-Бенц» 212 серии, на 5-е поколение E-класса вместо четырёх передних раздельных фар устанавливаются две спаренные, но разделённые светодиодной полосой. Таким образом дизайнеры немецкого концерна подчеркнули исторические особенности собственной линейки автомобилей бизнес-класса.
1 января 2015 года, ещё до мирового дебюта на Детройтском автосалоне, компания опубликовала видеотизер, демонстрирующий новую головную оптику автомобиля с технологией Multibeam LED.

### Безопасность
В стандартную комплектацию автомобиля входят система предотвращения столкновений Active Brake Assist, работающая на скорости до ста километров в час, надувные подушки безопасности для водителя и переднего пассажира (с функцией автоматического отключения), пять подголовников, оконные подушки безопасности, коленная подушка безопасности для водителя, боковые и тазобедренные надувные подушки безопасности для водителя и переднего пассажира, защита при боковых столкновениях, травмобезопасный педальный модуль, а также регулируемая система оповещения водителя ATTENTION ASSIST и PRE-SAFE. На заказ доступны такие технологии, как Active Lane Change Assist (система удержания в полосе) и Car-to-X Communication (система взаимодействия с другими транспортными средствами, участвующими в дорожном движении).
Система активного маневрирования под названием Evasive Steering Assist призвана помогать водителю автомобилей «Мерседес-Бенц» 213 серии интенсивно крутить рулевое колесо в попытке избежать столкновения, например, с выбежавшим на дорогу пешеходом. Функциональность системы Active Brake Assist расширена, и теперь она способна обеспечить визуальное предупреждение о потенциальной опасности, обнаруживает и анализирует автомобильный трафик на пересечениях дорог, а также автоматически применяет тормоза в аварийной ситуации.
На автомобиле представлена система обмена информацией с другими автомобилями и объектами дорожной инфраструктуры под названием Car-to-X. Она сможет предупреждать водителя об опасностях, которые ещё не видны. Например, о приближающемся хвосте дорожной пробки или аварии впереди (скрытой за изгибом туннеля, в тумане). Для этого остановившиеся впереди автомобили должны быть оборудованы аналогичной системой.
Концепция подготовки к неизбежной аварии получила дальнейшее развитие. Специальные воздушные камеры с пиротехническим зарядом (PRE-SAFE Impulse Side), размещённые в креслах, ещё перед боковым ударом должны подталкивать задних крайних пассажиров к центру салона, а система PRE-SAFE Sound, устанавливаемая в автомобиль в стандартной комплектации, перед самым столкновением передаст через колонки широкополосный звук громкостью 25 дБ, который подготовит слух пассажиров к оглушительному удару.
Автомобиль может быть оснащён системой Drive Pilot — адаптивным круиз-контролем, который самостоятельно держит дистанцию до транспортного средства впереди на скорости до 210 километров в час, подстраивает скорость под ограничения, а также удерживает автомобиль в занимаемой полосе. Одной из уникальных особенностей системы является возможность на скоростях до 130 км/ч продолжать активно управлять ситуацией на дороге, принимая во внимание окружающие транспортные средства и параллельные структуры даже в том случае, если их силуэт неясен или вовсе не существуют, как например в случае проведения дорожных работ.
Дополнительный комплект безопасности Driver Assistance Package включает в себя системы Drive Pilot, Steering Pilot, улучшенную версию Active Brake Assist", Evasive Steering Assist и иные технологии.
В 2019 году седан Е-класса российского производства (выпущенный в подмосковном Есипово) успешно прошёл краш-тест в Германии и получил высокую оценку пассивной безопасности от немецких коллег
.

#### EuroNCAP тесты
Автомобиль прошёл тест Euro NCAP в 2016 году. Согласно отчёту организации, пассажирский отсек E-класса оставался стабильным при испытании на лобовой удар. Система предупреждения аварий PRE SAFE, установленная на автомобиле в стандартной комплектации, на время проведения испытаний была отключена. Краш-тест показал хорошую защиту коленей и бёдер как для манекена водителя, так и для переднего пассажира. Компания «Мерседес-Бенц» также заверила, что аналогичный уровень защиты предоставляется пассажирам различных габаритов и находящихся в различных положениях. Обширные испытания на удар при столкновении с барьером доказали тот факт, что защита манекенов хороша для всех критических областей тела за исключением грудной клетки водителя и заднего пассажира, где её уровень был оценён как достаточный и незначительный соответственно. В боковом барьерном тесте новый E-класс набрал максимальное количество очков с хорошей защитой всех критических участков тела. Испытания показали, что передние сиденья и подголовники обеспечивают хорошую защиту от хлыстовой травмы в случае столкновения сзади. Дополнительная защита обеспечивается автономной системой экстренного торможения, которая работает на низких скоростях, типичных для езды по городу.
На автомобилях «Мерседес-Бенц» 213 серии установлен так называемый активный капот. Датчики в бампере определяют момент удара пешехода и специальные механизмы поднимают капот для того, чтобы обеспечить больший зазор между поверхностью капота и жёсткими конструкциями в моторном отсеке. Компания «Мерседес-Бенц» заявила о том, что система работает на разных скоростях и для различных характеристик пешеходов, поэтому система была протестирована в развёрнутом (поднятом) положении. Хорошие результаты были зафиксированы почти на всей поверхности капота, что свидетельствует о высоком уровне защиты головы травмированного пешехода. Тем не менее, самым слабым местом во всех испытанных областях стала тазобедренная часть тела. Стандартная автономная система аварийного торможения способна заранее обнаруживать пешеходов на пути следования автомобиля и показала хорошие результаты в тестах Euro NCAP.
| Euro NCAP                                                             | Euro NCAP | Euro NCAP | Euro NCAP             |
| --------------------------------------------------------------------- | --------- | --------- | --------------------- |
| · общий рейтинг                                                       |           |           |                       |
| 95%                                                                   | 90%       | 77%       | 62%                   |
| взрослый пассажир                                                     | ребёнок   | пешеход   | активная безопасность |
| Протестированная модель: Mercedes-Benz E 220 d Avantgarde, LHD (2016) |           |           |                       |

#### NHTSA тесты
В 2017 году Национальное управление безопасностью движения на трассах США провело собственные краш-тесты автомобиля «Мерседес-Бенц» 213 серии, по итогам которых модель получила 5 звёзд из 5 возможных. В результате исследований были получены следующие оценки:
| Лобовое столкновение                          |                                                                          |
| Общая оценка                                  | 5 из 5 звёзд · 5 из 5 звёзд · 5 из 5 звёзд · 5 из 5 звёзд · 5 из 5 звёзд |
| Водитель                                      | 5 из 5 звёзд · 5 из 5 звёзд · 5 из 5 звёзд · 5 из 5 звёзд · 5 из 5 звёзд |
| Передний пассажир                             | 5 из 5 звёзд · 5 из 5 звёзд · 5 из 5 звёзд · 5 из 5 звёзд · 5 из 5 звёзд |
| Боковое столкновение                          |                                                                          |
| Общая оценка                                  | 5 из 5 звёзд · 5 из 5 звёзд · 5 из 5 звёзд · 5 из 5 звёзд · 5 из 5 звёзд |
| Боковой удар со стороны водителя              | 5 из 5 звёзд · 5 из 5 звёзд · 5 из 5 звёзд · 5 из 5 звёзд · 5 из 5 звёзд |
| Боковой удар со стороны переднего пассажира   | 5 из 5 звёзд · 5 из 5 звёзд · 5 из 5 звёзд · 5 из 5 звёзд · 5 из 5 звёзд |
| Оценка передних сидений                       | 5 из 5 звёзд · 5 из 5 звёзд · 5 из 5 звёзд · 5 из 5 звёзд · 5 из 5 звёзд |
| Оценка задних сидений                         | 5 из 5 звёзд · 5 из 5 звёзд · 5 из 5 звёзд · 5 из 5 звёзд · 5 из 5 звёзд |
| Боковой барьер                                | 5 из 5 звёзд · 5 из 5 звёзд · 5 из 5 звёзд · 5 из 5 звёзд · 5 из 5 звёзд |
| Общая оценка бокового столкновения со столбом | 5 из 5 звёзд · 5 из 5 звёзд · 5 из 5 звёзд · 5 из 5 звёзд · 5 из 5 звёзд |
| Опрокидывание                                 |                                                                          |
| Общая оценка                                  | 5 из 5 звёзд · 5 из 5 звёзд · 5 из 5 звёзд · 5 из 5 звёзд · 5 из 5 звёзд |

Из списка рекомендованных национальным институтом технологий безопасности на автомобиле в стандартной комплектации присутствуют видеокамеры заднего вида и система предупреждения переднего столкновения. Среди дополнительных решений, доступных на заказ, значатся система автоматического аварийного торможения и функция предупреждения о выезде с полосы движения. Результаты теста 2018 года повторили предыдущий результат.

#### IIHS тесты
Летом 2017 года E-класс в кузове 213 серии вошёл в список трёх автомобилей из категории полноразмерных седанов, получивших высшую награду «Top Safety Pick+» от Страхового института дорожной безопасности США (IIHS). Модель получила оценку «хорошо» во всех тестах на столкновение и «высший» рейтинг в области систем предотвращения аварий. Благодаря технологии автономного торможения все три испытуемых автомобиля смогли избежать столкновения на скорости в 20 и 40 километров в час. Кроме того, E-класс получил оценку «хорошо» за опциональную систему головного освещения.
| IIHS                                                        | IIHS |
| ----------------------------------------------------------- | ---- |
| Фронтальный удар с 25%-м перекрытием — водительская сторона | G    |
| Фронтальный удар с 25%-м перекрытием — пассажирская сторона | G    |
| Фронтальный удар с 40%-м перекрытием                        | G    |
| Боковой удар                                                | G    |
| Прочность крыши                                             | G    |
| Подголовники и сиденья                                      | G    |
| Протестированная модель: Mercedes-Benz E-Class (2016)       |      |

### Оснащение
На начало 2017 года в серийное оснащение седана E-класса пятого поколения входят следующие элементы АКП 9G-Tronic (с селектором DIRECT SELECT, подрулевыми переключателями передач и системой ECO Start/Stop), подвеска AGILITY CONTROL с избирательной пассивной системой амортизации, переключатель Dynamic Select для смены режима езды, светодиодные задние фонари, адаптивный мигающий тормозной свет, система контроля давления в шинах, тормозная система ADAPTIVE BRAKE, антиблокировочная система (ABS), антипробуксовочная система (ASR), электронный контроль устойчивости ESP с функцией стабилизации при боковом ветре, система автоматического включения фар, электронный стояночный тормоз с автоматическим отключением при старте, система экстренного торможения (BAS), система Audio 20 USB, мультимедийный дисплей с диагональю 21,3 см, мультимедийный интерфейс, наружные асферические зеркала (с подогревом, электрорегулировкой из салона и встроенным указателем поворота), хромированный электронный ключ зажигания, заднее стекло с подогревом и реле, стеклоочистители с датчиком дождя (с двумя уровнями чувствительности), вещевое отделение в центральной консоли, система TEMPOMAT с регулируемым ограничителем скорости, автоматическая климатическая установка THERMATIC, вентиляция задней части салона с дефлектором на центральной консоли, передние сиденья с электрорегулировкой высоты подушки и наклона спинки (+ механической регулировкой в продольном направлении и высоты подголовников), стеклоподъёмники электрические на всех дверях, запираемый перчаточный ящик с подсветкой и вентиляцией, рулевая колонка с механической регулировкой по высоте и вылету, фонари для чтения в передней части салона и подсветка центральной консоли (встроена в зеркало заднего вида), многофункциональное рулевое колесо в трёхспицевом исполнении (с сенсорными кнопками Touch Control, круговое теплозащитное остекление с зелёным ленточным фильтром (включая цельное, безосколочное заднее стекло), электронный иммобилайзер с устройством центрального запирания дверей, розетка 12 В в задней части салона и иные элементы. Конечная комплектация может различаться в зависимости от рынка сбыта.
В список доступного дополнительного оборудования входят модернизированная подвеска или подвеска «Эйр Боди Контрол», беспроводная зарядка для смартфона, камера с углом обзора в 360°, автопилот поддержания безопасной дистанции Distronic (с автоматическим регулированием скорости и дистанции), активная система экстренного торможения, активная система контроля «слепых» зон, система Drive Pilot, светодиодные фары головного освещения повышенной мощности с интегрированным дневными ходовыми огнями и функцией противотуманного света, парковочный автопилот (включая систему комфортной парковки PARKTRONIC и камеру заднего вида), различные подсистемы превентивной безопасности PRE-SAFE, боковые надувные подушки безопасности для задних пассажиров слева и справа, система контроля «слепых» и функция распознавания дорожных знаков, многофункциональная автомобильная телефония, акустическая система объёмного звучания Burmester с 13 динамиками и 9-канальным усилителем, информационно-развлекательная система COMAND Online, проекционный дисплей, интеграция смартфона, мультимедийные функции (ТВ-тюнер, сенсорная панель и так далее), навигационная система, широкоэкранная приборная панель, лобовое стекло с подогревом, мягкая светодиодная подсветка салона в 64-цветовых вариантах, аналоговые часы, пепельница с прикуривателем в вещевом отделении в передней части салона система автоматического климат-контроля THERMATIC или THERMOTRONIC, подголовники повышенной комфортности на передних сиденьях, подогрев рулевого колеса, подогрев передних и/или задних сидений, система вентиляции для сидений и множество иных решений.
Многочисленные опциональные системы и оборудование могут быть установлены комплексно при помощи различных пакетов, таких как пакет оборудования для хранения вещей, пакет ароматизаторов для системы вентиляции AIR-BALANCE, пакет активных мультиконтурных сидений (+ комфорт-пакет), противоугонный пакет, пакет Driving Assistance или его улучшенная версия Driving Assistance Plus, пакет безопасности для задних пассажиров, пакет оборудования для удалённого доступа KEYLESS-GO, пакет памяти, пакет Night, парковочный пакет, солнцезащитный пакет, пакет систем для контроля над полосой движения, пакет систем для комфортного подогрева и другие.
В июле 2017 года список серийного и доступного оснащения пополнился новыми и обновлёнными системами. Так, на заказ стала доступна новая версия системы голосового управления Linguatronic, в которой помимо работы с навигацией и мультимедиа впервые была добавлена возможность управлять различными функциями самого автомобиля, такими как, например, кондиционер, освещение салона или обогреватель заднего стекла. Базовая радиостанция Audio 20 пополнилась вариантом с увеличенным дисплеем (12,3 дюйма против стандартных 8,4), новым информационно-развлекательным программным обеспечением и вариантом для панели с широкоформатным дисплеем. В число других изменений вошли автомобильная телефония с применением технологии LTE, новые опции отделки интерьера (два варианта под дерево с открытыми порами для центральной консоли, а также новая обшивка из кожи наппа), два USB разъёма для задних пассажиров, а также новый режим комфортной подсветки салона с различными сценариями освещения.

## Модификации

### Универсал

#### Базовая версия
Летом 2016 года на специальном мероприятии в Штутгарте компания «Мерседес-Бенц» представила новый E-класс в кузове универсал (внутренний индекс S213 или T-Modell). По уровню оснащённости данная версия не отличается от седана, включая все те же многочисленные системы пассивной и активной безопасности. Тем не менее, новинка имеет грузовой отсек объёмом от 670 до 1820 литров при сложенных сиденьях, тогда как у предшествующей модели эти показатели составляли 695 и 1950 литров соответственно. Также на заказ доступен третий ряд для детей, устанавливаемый в багажнике. Для временного увеличения объёма грузового отсека на 30 литров возможно отклонение на 10 градусов спинки дивана. Автомобиль в базовой комплектации оснащён электроприводом пятой двери. В качестве опции доступен дополнительный датчик, который позволит открывать дверь путём проведения ногой под бампером (Easy-Pack). Само багажное отделение оснащено большим количеством сеток, креплений и направляющих, а спинка дивана разделена в пропорции 40:20:40 — для облегчения перевозки длинномерных предметов. Кроме того, на заказ её можно оснастить электроприводом складывания.
Модель в кузове универсал оборудована спойлером, светодиодной головной оптикой и задними фонарями, а также двойной системой выхлопа. В салоне новинки по заказу клиента могут быть установлены аудиосистема Burmester 3D, 12,3-дюймовые цифровые дисплеи, автономный круиз-контроль Pilot Distronic и прочие технологические решения. Горизонтальный уровень кузова при полной загрузке (грузоподъёмность транспортного средства составляет 745 кг, а при сложенных задних креслах объём багажника возрастает до 1820 литров) или буксировке (опционально доступен электрический фаркоп) поддерживают пневмоэлементы в задней подвеске, а за доплату доступна полностью пневматическая подвеска. При сложенных задних креслах объём багажника возрастает до 1820 литров. Погрузочная ширина между колёсными арками составляет 1100 мм. Первоначальный модельный ряд включает всего три двигателя, но в дальнейшем планируется его расширение. Кроме того, в планах применение гибридной силовой установкой, состоящей из бензинового ДВС и электродвигателя. На момент премьеры все модели в кузове универсал оснащались 9-ступенчатой АКП 9G-Tronic.
Заказы на автомобиль в Европе и России начали принимать с осени 2016 года.

#### All-Terrain
Шпионские снимки особой версии E-класса в кузове универсал появились в сети Интернет ещё в июле 2016 года. Премьера 213 серии специальной внедорожной серии «All-Terrain» (внутренний индекс X213) состоялась в сентябре 2016 года на Парижском автосалоне. Внешние изменения в сравнении со стандартным E-классом в кузове универсал заключаются в иной решётке радиатора (в стиле флагманского внедорожника GLS-класса) с расположенной в центре фирменной звездой компании и двумя ламелями цвета «серебристый иридий матовый», а также наличии неокрашенного (чёрного) пластикового обвеса.
В конце января 2017 года компания «Мерседес-Бенц» представила подробную техническую информацию об универсале E-класса 213 серии версии «All-Terrain». Исходя из опубликованных данных стало известно, что новинка получила систему полного привода 4MATIC, многокамерную пневматическую подвеску «Эйр Боди Контрол» (благодаря которой клиренс модели увеличился на 20 миллиметров), специальную систему «All-Terrain», облегающую эксплуатацию автомобиля в условиях бездорожья, 9-ступенчатую трансмиссию 9G-Tronic и современные усовершенствованные системы безопасности. В стандартном оснащении модели присутствует функция Dynamic Select, а экстерьер автомобиля выполнен в линии исполнения Avantgarde, хотя клиентам по-прежнему доступны пакеты Exclusive и designo.
В особенности экстерьера автомобиля входят 19-дюймовые легкосплавные колёсные диски (на заказ доступны и иные модификации), выхлопная система с двумя неподвижно интегрированными в бампер патрубками глушителей, рейлинги и спойлер (в цвет кузова) на крыше, защита кромки проёма багажного отделения, молдинг вдоль борта кузова и окантовка боковых стёкол из полированного алюминия, облицовка порогов чёрного цвета с дополнительным хромированным молдингом, чёрные расширители колёсных арок, а также передний и задний бамперы с особым дизайном и защитным элементом, имеющим гальваническое покрытие цвета «серебристый хром».
Первоначальный модельный ряд включал только дизельный силовой агрегат (модель E220 d), способный вырабатывать мощность в 194 лошадиные силы (143 кВт при 3800 об/мин, 1950 см³ R4, разгон до 100 км/ч за 8,0 секунды, средний выброс CO2 — 139—137 г/км). Со временем моторная гамма модели расширилась. С данным автомобилем немецкий концерн вошёл в сегмент так называемых «внедорожных универсалов». Среди прямых конкурентов модели журналисты выделяют Volvo V90 Cross Country (дебют в 2017 году) и Audi A6 allroad quattro.
В салонах европейских дилеров, в том числе и на российском рынке, автомобиль доступен с марта 2017 года. Стартовая цена на момент начала продаж в Германии составляет 58 101 евро.

### Купе
В январе 2017 года на Североамериканском международном автосалоне в Детройте состоялась мировая премьера «Мерседес-Бенц» 213 серии в кузове купе (код кузова C238), внешний вид которого ранее уже был рассекречен фотошпионами в сети Интернет. Новый «Мерседес-Бенц» E-класс купе имеет длину в 4826 мм (+123 мм в сравнении с предшественником), ширину и высоту — 1860 (+74) и 1430 (+32) соответственно. Колёсная база составляет 2873 мм. Передняя колея увеличена на 67 мм, задняя — на 68. У автомобиля сохранилась узнаваемая линия остекления с треугольным окошком у задней стойки. Центральной стойки по-прежнему нет, так как тип кузова купе — хардтоп. Кроме того, кузов серьёзно усилен в районе крыши и пола (передние стойки, поперечина крыши, поперечина под задними сиденьями, панели пола и пороги), но всё равно остаётся чуть податливее на кручение, чем у седана. В особо ответственных зонах металл или утолщён, или заменён на более прочный. Отличительными особенностями в экстерьере являются гладкие боковины без характерных подштамповок и особый режим включения и выключения светодиодных задних фонарей (постепенно загораются от центра к краям при разблокировке автомобиля, а при запирании — гаснут в обратном направлении). Купе, как и кабриолет Е-класса, оснащается адаптивными стеклоочистителями Magic Vision Control, разработанными совместно с компанией Valeo.
Благодаря увеличению внешних размеров увеличилось и пространство внутри салона: для ног задних пассажиров добавили ещё 74 мм, на уровне плеч — 34 мм, а ширина второго ряда выросла на 13 мм. Пространство для передних сидений стало шире на 38 мм, в районе плеч прибавлено 50 мм. Помимо этого, на 15—18 мм увеличилась максимальная высота. Интерьер купе представители фирмы охарактеризовали как «синтез спортивного стиля и интеллекта». Наиболее отличительными элементами салона являются дефлекторы воздуховодов и новые варианты отделки. На заказ доступна панель приборов, объединённая с дисплеем мультимедийной системы COMAND под одним козырьком, благодаря чему часть салона выглядит как бы парящей и невесомой.
Ходовая часть купе также подверглась изменениям. Подвеску уменьшили на 15 мм и переработали амплитудно-частотные характеристики на комфортную езду. На заказ доступна пневматическая подвеска Dynamic Body Control с плавной регулировкой амортизаторов в трёх режимах: «Комфорт», «Спорт» и «Спорт плюс». Также модель может быть укомплектована фирменной многокамерной адаптивной пневматической подвеской «Эйр Боди Контрол».
На момент премьеры Е-класса в кузове купе компания предлагала четыре модификации: бензиновые E200, E300, E400 4MATIC и дизельная E220 d с новым двигателем, головка блока цилиндров и картер которого изготовлены из алюминия. Заявленный производителем показатель расхода топлива модели с дизельным силовым агрегатом — 4 литра. Весь модельный ряд в кузове купе в стандартной комплектации оснащается 9-ступенчатой автоматической коробкой передач 9G-Tronic.
Купе Е-класса, как и другие модели бренда, предлагается в нескольких вариантах исполнения, которые отличаются друг от друга бамперами, решёткой радиатора и колёсными дисками. На заказ доступны пакеты AMG Line (оформление в стиле AMG) и Night Package (включает большое количество глянцево-чёрных элементов). Стартовая цена на купе Е-класса 213 серии в России на момент премьеры (начало 2017 года) составляла 2 880 000 рублей.
Внешность рестайлинговой версии купе получила обновление как и вся линейка 213 серии. Так модель получила новый передний бампер, оптику сделали слегка уже, в базовой версии устанавливается светодиодная оптика. Корма автомобиля практически не изменилась.

### Кабриолет
Премьера E-класса в кузове кабриолет (внутренний индекс A238) состоялась в марте 2017 года на Женевском автосалоне. Перед премьерой автомобиля компания официально опубликовала предварительную информацию о модели. Так, исходя из опубликованных данных стало известно, что E-класс в кузове кабриолет получил светодиодную оптику, массивную решётку радиатора, традиционный мягкий складывающийся верх и новые бамперы.
Как и прочие модификации, автомобиль собирается на модульной платформе «MRA», благодаря чему удалось снизить его массу. Увеличились и габариты модели по отношению к предшественнику: длина выросла на 123 мм и теперь составляет 4826 мм, высота увеличилась на 30 мм до 1428 мм, а ширина теперь равняется 1860 миллиметрам. Передняя колея модели составляет 1605 мм (+67 мм), задняя — 1609 мм (+68 мм). По сравнению с базовым седаном дорожный просвет, как и у купе, уменьшили на 15 мм. Размер колесной базы вырос на 113 мм и составил 2873 миллиметров. Увеличился и простор в салоне: эффективный объём пространства для ног теперь составляет 866 мм (+102 мм), максимально доступная высота сзади — 925 мм, а спереди — 1034 мм. Пространство для локтей пассажиров увеличилось до 1492 мм спереди (+38) и 1308 мм (+20) сзади. В то же время объём багажника был уменьшен до 385 литров (у предшественника — 390), при сложенной крыше этот показатель уменьшается до 310 литров. Спинки задних сидений — складные.
Крыша кабриолета позаимствована у кабриолета S-класса и способна открываться и закрываться за 20 секунд на скорости до 50 км/ч. На выбор предоставляется несколько цветов ткани: чёрный, коричневый, тёмно-синий и вишнёвый. Новинка оснащается фирменными системами «AirCap» (воздушный дефлектор на ветровом стекле) и «AirScarf» (система обогрева на уровне шеи, встроенная в подголовники). В базовую комплектацию вошёл обогрев всех сидений. Кроме того, E-класс — единственный в линейке — оснащается стеклоочистителями «Magic Vision Control» от S-класса: форсунки омывателя встроены прямо в щётки. В салоне автомобиля появилась полностью цифровая приборная панель с двумя 12,3-дюймовыми дисплеями, доступными на заказ, как и автопилот и матричные светодиодные фары Multibeam.
Инженерами компании была проведена работа над повышением уровня безопасности кабриолета. На случай опрокидывания за спинками задних сидений разместили скрытые мощные дуги, которые «выстреливают» за доли секунды и оберегают головы пассажиров. По умолчанию открытый Е-класс имеет пять подушек безопасности для переднего пассажира и водителя: две фронтальные, две боковые и одну «коленную» перед водителем. По желанию клиента могут быть установлены за доплату надувные занавески, которые прячутся в верхних кромках дверей и раскрываются вверх, а также боковые подушки для задних пассажиров.
Кроме того, стало известно, что помимо заднеприводной компоновки кабриолет также будет представлен и с системой постоянного полного привода 4MATIC. Так, например, модель E400 2018 модельного года представлена на некоторых рынках (в частности США) в двух вариантах компоновки: базовой заднеприводной и полноприводной. Последняя, по мнению Дитмара Экслера (генеральный директор Mercedes-Benz USA), является важным фактором для стран Северо-Востока. Базовая подвеска кабриолета оснащается пружинами и амплитудозависимыми амортизаторами, но на заказ также доступны амортизаторы с изменяемой жёсткостью и пневмоэлементы. Модельный ряд двигателей на старте продаж соответствовал моторной гамме автомобилей в кузове купе: E200 (двухлитровый турбированный R4), E300 и E400 4MATIC, а также модификация с дизельным агрегатом — E220 d (2,0 л, 194 л. с.). Все двигатели работают в паре с девятиступенчатой автоматической коробкой передач 9G-Tronic.
Старт продаж E-класса в кузове кабриолет был назначен на лето 2017 года в Европе и осень того же года для России. Автомобили, предназначенные для рынка РФ, продаются с уже адаптированной системой ЭРА-ГЛОНАСС и тревожной кнопкой.

## Модификации AMG

### E43 AMG
Весной 2016 года компания представила Mercedes-Benz E43 AMG. Автомобиль оснащён доработанным трёхлитровым двигателем V6 с двумя турбокомпрессорами, который развивает 401 л. с. мощности при 6100 об/мин и 520 Н·м крутящего момента, доступных уже при 2500 оборотах в минуту. Силовой агрегат работает в паре с девятиступенчатой автоматической коробкой передач и системой постоянного полного привода 4Matic, которая распределяет тягу в соотношении 31:69 в пользу задней оси. Автомобиль также оснащён адаптивной пневмоподвеской «Эйр Боди Контрол», системой выбора режимов движения AMG Dynamic Select с предустановками «Эко», «Комфорт», «Спорт», «Спорт Плюс» и «Индивидуальный», усиленными тормозами (с дисками диаметром 360 мм) и перенастроенным для спортивной езды усилителем руля. Масса автомобиля без водителя и заполненным на 90 % топливным баком составляет 1765 кг. Разгон с 0 до 100 км/ч составляет 4,6 секунды. Максимальная скорость ограничена электроникой на отметке в 250 км/ч.
Экстерьер E43 AMG характеризуется особыми бамперами с увеличенными воздуховодами (три больших отверстия в передней части обеспечивают оптимальный поток воздуха в систему вентиляции), наличием заднего диффузора, четырьмя патрубками выпускной системы и 19-дюймовыми колёсными дисками. В передней части кузова устанавливается фирменная «алмазная» решётка радиатора с хромированными штифтами, блестящими ламелями чёрного цвета и логотипом подразделения Mercedes-AMG. При боковом обзоре выделяются спортивные металлические пороги и шильдики BITURBO 4MATIC на передних крыльях. В задней части кузова под диффузором находятся две выхлопные трубы в зеркально-полированном хроме с центральной планкой. Задний бампер имеет хромированную отделку. На заказ доступы наружная отделка из углеродного волокна и 20-дюймовые двухцветные легкосплавные колёсные диски.
В салоне автомобиля установлены спортивные сиденья с улучшенной боковой поддержкой и обивкой из искусственной кожи ARTICO / микрофибра DINAMICA чёрного цвета (на заказ доступна кожа наппа) с отличительным дизайном и красной отстрочкой. То же решение применено и в отделке панелей дверей и центральной приборной панели. Спортивный характер автомобиля призваны подчеркнуть алюминиевые педали, многофункциональное спортивное рулевое колесо из чёрной кожи наппа с красной контрастной строчкой и плоской нижней частью, чёрная накладка на крыше и красные ремни безопасности. Водителю доступна фирменная комбинация приборов AMG со специальной компоновкой, оптимизированной для динамичного стиля вождения. В ней установлены два круглых циферблата в форме трубки, многофункциональный цветной дисплей с диагональю 11,4 см (4,5 дюйма), таймер RACE TIMER и спидометр с разметкой скорости до 280 км/ч; оформление приборов представляет собой клетчатый флаг.
Распределение крутящего момента в стандартной полноприводной версии AMG Performance 4MATIC составляет 31:69 между передней и задней осями. Эта конфигурация обеспечивает улучшенную динамику движения и более высокое боковое ускорение на дороге, а также улучшенное сцепление при ускорении. В оснащение модели входят аэродинамический обвес, пневматическая подвеска, регулируемое по скорости спортивное рулевое управление с переменным соотношением, система выбора режимов движения AMG Dynamic Select с пятью режимами, трёхступенчатая система контроля стабилизации ESP, а также мощная тормозная система с дисками диаметром 360 мм и иные решения.
В июне 2016 года была представлена версия E43 AMG в кузове универсал. Автомобиль оснащается тем же двигателем и той же трансмиссией, благодаря чему скорость его разгона с 0 до 100 км/ч составляет 4,7 секунды, а максимальная скорость ограничена на отметке в 250 км/ч. Масса автомобиля составляет 1855 кг (без водителя и с заполненным на 90 % топливным баком). Продажи модели начались 14 сентября 2016 года, с доставкой клиентам в декабре того же года.

### E53 AMG
В рамках Североамериканского международного автосалона, проходившего в Детройте в январе 2018 года, состоялся дебют автомобилей в кузове купе и кабриолет с индексом E53. Масса купе составляет 1895 кг, кабриолета — 1980 кг. Оба автомобиля оснастили рядным шестицилиндровым двигателем M256 нового поколения, в основе которого присутствуют турбокомпрессор и электрический нагнетатель, назначение которого — ликвидировать турбояму. Максимальная мощность силового агрегата составляет 429 л. с. при 6100 об/мин, крутящий момент равен 520 Н·м при 1800—5800 об/мин. Двигатель интегрирован с гибридной системой EQ Boost, которая представляет собой расположенный на «хвосте» коленчатого вала стартер-генератор, работающий от 48-вольтовой электросистемы (с таким же напряжением работают аккумулятор и навесное оборудование автомобиля). Данный агрегат способен добавлять к мощности автомобиля 22 лошадиные силы и 250 Н·м крутящего момента, а также помогает в первые секунды разгона. Кроме того, он способен глушить и быстро запускать бензиновый двигатель во время движения. В результате разгон автомобиля от 0 до 100 км/ч согласно спецификациям производителя составляет 4,4 секунды для кабриолета и 4,3 секунды для купе. Максимальная скорость ограничена электронно на отметке в 250 км/ч (при заказе пакета AMG Driver’s данный ограничитель сдвигается до 270 км/ч).
Трансмиссия автомобиля включает в себя 9-ступенчатую АКП 9G-Tronic AMG Speedshift и систему полного привода 4MATIC+ с постоянным задним приводом и многодисковой муфтой подключения передней оси. В стандартное оснащение моделей входит адаптивная пневматическая подвеска с AMG-настройками (AMG Ride Control+). Инженеры также укрепили обе оси автомобиля, пересмотрели конструкцию поворотного кулака рулевого управления и сделали более отрицательный развал.
Характерными чертами экстерьера серии E53 AMG являются радиаторная решётка с двойным лезвием центрального бруса, передний бампер с развитыми воздухозаборниками и квартет круглых патрубков выпускной системы (у моделей с индексом 43 и 63 — квадратные). В базовой комплектации на автомобиль устанавливаются 19-дюймовые легкосплавные колёсные диски, на заказ доступен вариант диаметром в 20 дюймов. В интерьере модели выделяется AMG-руль нового образца с усечённым ободом и тачпадами на спицах.

### E63 AMG
В ноябре 2016 года компания «Мерседес-Бенц» представила на автосалоне в Лос-Анджелесе спортивные модификации седана W213 от подразделения Mercedes-AMG. Автомобили, как и ранее, доступны для покупки в двух модификациях: E63 и E63 S. Первый вариант комплектуется усовершенствованным 4,0-литровым битурбированным бензиновым двигателем V8 мощностью 571 л. с. (420 кВт) и 750 Н·м крутящего момента. Скорость разгона от 0 до 100 км/ч составляет 3,4 секунды. Версия с приставкой S обладает повышенной до 612 л. с. мощностью и 850 Н·м крутящего момента. Разгон до 100 км/ч занимает 3,5 секунды для E63 AMG и 3,4 секунды для E63 AMG S, а в кузове универсал эти значения равны 3,6 и 3,5 секунд соответственно. Максимальная скорость ограничена электроникой на отметке в 250 км/ч, но может быть увеличена до 300 (290 для универсала) км в час при установке опционального пакета AMG Driver’s package. В обеих версиях двигатель работает совместно с девятиступенчатой роботизированной коробкой передач AMG Speedshift с мокрым многодисковым сцеплением вместо гидротрансформатора. Инженеры и конструкторы Mercedes-AMG при работе над новой спортивной модификацией E-класса придали много значения достижению повышенного уровня шумоизоляции, минимизации аэродинамического сопротивления для понижения расхода топлива (за счёт особой формы элементов передней части кузова и днища) и улучшению тепловой устойчивости всех систем модели.
Автомобиль оснащается системой деактивации цилиндров (AMG Cylinder Management), а также полноприводной системой AMG Performance 4Matic+ с электромеханической муфтой подключения передней оси и специальным режимом Drift, который активирует только задний привод (для версии E63 AMG S). У начальной версии E63 сзади установлен механический самоблокирующийся дифференциал, а у модификации S — электронноуправляемый. Водителю также доступны пакеты настроек «Комфорт», «Спорт», «Спорт плюс» и «Индивидуальный», в каждом из которых меняется усилие на руле, алгоритмы работы двигателя и коробки передач. Маневренность и высокая скорость на поворотах новых автомобилей достигается при помощи полностью модернизированной спортивной подвески, основанной на фирменной технологии «Эйр Боди Контрол» и обеспечивающей высокую стабильность развала колёс. Для понижения расхода топлива трансмиссия тесно интегрирована с системой «старт-стоп». В модификации E63 S дополнительно предложен режим Race.
Экстерьер автомобиля также подвергся значительной доработке, направленной на придание автомобилю более динамичного спортивного облика, характерного продукции подразделения Mercedes-AMG и отличающего модель от серийной версии. Габариты модели составляют 4993×1907×1460 мм (длина, ширина и высота соответственно). Одной из отличительных деталей является хромированная стреловидная накладка на переднем крыле с шильдиком «V8 BITURBO 4MATIC+», подчёркивающего особенности силового агрегата и модернизированной системы полного привода. Вид сбоку характеризуется широкими колёсными арками с такими же большими колёсными дисками и увеличенным кузовом (+27 мм в ширину). В передней части выделяются совершенно обновлённая А-стойка, капот и бампер с кузова купе. Новая решётка радиатора с двумя хромированными ламелями, вертикальными чёрными стойками и надписью «AMG» подчёркивает отличительные спортивные черты автомобиля. В задней части кузова выделяются обновлённый спойлер в цвет автомобиля на крышке багажника, нижняя панель со вставкой под диффузор, а также две хромированные спаренные выхлопные трубы спортивной выхлопной системы.
Интерьер спортивных модификаций также подвергся значительной доработке. Для водителя установили высокопроизводительное спортивное рулевое колесо из чёрной кожи с приплюснутой нижней частью, сенсорным управлением и стальными подрулевыми лепестками переключения передач. На лицевой части руля разместили фирменный логотип AMG. Кроме того, для водителя и переднего пассажира установили спортивные сиденья с улучшенной боковой поддержкой. На заказ доступны сиденья AMG Performance со встроенными подголовниками. На выбор предлагается несколько вариантов отделки салона: чёрная кожа наппа / микроволокно DINAMICA, кожа наппа орехового цвета или макиато. Кожей также обиты поясная линия и приборная панель. Центральную панель украшают аналоговые часы фирмы IWC. Ремни безопасности окрашены в оттенок серого цвета. Широкоформатный многофункциональный дисплей с двумя мониторами является частью стандартного оборудования для E63 S и доступен в качестве опции для E63. На заказ также доступна функция RACETIMER, которая позволяет записывать время прохождения кругов на закрытых треках.
Модель от подразделения AMG в кузове универсал сохранила все грузопассажирские возможности обычной модели в том же кузове. Объём багажника составляет 640 литров под шторкой или 1820 литров со сложенным задним рядом сидений, спинка которого также разделена в пропорции 40:20:40. Кузов по сравнению со стандартной версией расширен на 17 мм.
В стандартном исполнении E63 4MATIC+ поставляется с 9,5 J х 19 (спереди) и 10 J х 19 (сзади) 10-спицевыми полированными легкосплавными дисками, окрашенными в серый титан, на которые установлены шины размером 265/35 ZR 19 спереди и 295/30 ZR 19 сзади. Версия E63 S 4MATIC+ оснащается легкосплавными дисками размером 9,5 J х 20 спереди и 10 J х 20 сзади в дизайне из 5 двойных спиц, на которые установлены шины размером 265/35 ZR 20 (передние) и 295/30 ZR 20 (сзади). На заказ доступны совершенно новые 20-дюймовые кованые колёсные диски.
В Европе продажи моделей начались в первом квартале 2017 года. Первая партия автомобилей предлагается в специальном издании E63 S Edition 1. Доставка клиентам началась с марта 2017 года. Продажи варианта в кузове универсал стартовали летом 2017 года.

## Обзоры и оценки
Редакторы российского журнала «Колёса» во время нескольких тест-драйвов оценили комфорт и управляемость автомобиля, но раскритиковали его техническую составляющую с точки зрения стоимости эксплуатации и ремонта. Общая оценка модели была выражена словами «новый Е-класс поистине шикарен». Те же качества и особенности автомобиля отметили и редакторы портала Авто Mail.Ru. В рамках обзора E-класса 213 серии от автомобильного издания «Мотор» (дочерний проект новостного издательства Lenta.ru) отмечены высокое качество отделки и сборки салона, улучшение управляемости и комфорта при вождении (в сравнении с предшественником), доступность широкой гаммы двигателей и обилие технических решений модели. По словам автора обзора «новый E-класс — никакая не революция. <…> И все же, сегодня это самый технологичный и самостоятельный серийный автомобиль в мире. Не считая „Теслы“, которая все-таки слегка бежит впереди паровоза». Кроме того, в рамках обзора ходовой части было выдвинуто мнение о том, что автомобиль не особо годится для гоночных треков в независимости от типа подвески. В результате независимого тест-драйва издания «Пятое колесо» были высоко оценены безопасность, управляемость, комфорт и отделка салона. Тем не менее, из минусов были отмечены высокая стоимость и жёсткость подвески Avantgarde. В обзоре седана печатным изданием The Daily Telegraph за сентябрь 2016 года представлены следующие оценки: пространство — 10/10, комфорт — 9/10, устройство панели управления — 9/10, простота управления — 10/10, удовольствие от вождения — 5/10, надёжность — 9/10, топливная эффективность — 9/10, доступность — 6/10, безопасность — 9/10, стандартная комплектация — 9/10. Итоговая оценка составила 9 баллов.
Во время тест-драйва «Мерседес-Бенц» 213 серии и оценки его функций автопилота журналистами портала Драйв.ru были отмечены сомнительные возможности полной автономности модели (автомобиль по-прежнему требует внимания водителя). Также внимание журналистов привлекла плавность хода с пневмоподвеской «Эйр Боди Контрол», которая была отмечена как несоответствующая ожиданиям. Общая оценка пятого поколения E-класса выражена следующими словами: «новый Е-класс вышел версиозависимым: можно собрать разочаровывающий в езде вариант, заставляющий сомневаться в технопродвинутости „ешки“, а можно и протащиться». В обзоре независимого британского портала «Honest John» особо отмечены интерьер автомобиля, широкая моторная гамма, качества пневматической подвески Airmatic, высокотехнологичность применённых решений и безопасность. Единственным минусом указана проблема запотевания передней оптики в связи с накапливанием конденсата. Популярный американский автомобильный журнал Car and Driver в рамках собственного обзора отметил функции автономного вождения, высокие показатели шумоизоляции дизельных моделей (в частности E220 d) и качество интерьера нового E-класса. Известное американское издание Motor Trend присвоило «Мерседес-Бенц» 213 серии (версии E300) 4 звезды из 5 возможных. Среди положительных качеств были указаны внешний дизайн, система автономного вождения Drive Pilot, множество настроек массажа в сиденьях и система распыления ароматизаторов. Отрицательную оценку получили задние сиденья (были отмечены как тесные) и запутанный пользовательский интерфейс управления. Автомобильное издание Auto Express также присвоило модели 4 звезды из 5 возможных. Новостной ресурс CNET в рамках проекта «ROAD SHOW» оценил автомобиль E300 на 8,7 баллов из 10 (8 за производительность, 9,5 за оснащение, 8,5 за дизайн, 9 за мультимедийные возможности). Минусом модели была названа высокая стоимость дополнительных опций. Тем не менее, автомобиль получил звание «выбор редакции» в июле 2016 года.
Ежедневная британская газета The Daily Telegraph также провела собственный обзор пятого поколения E-класса в кузове универсал и выставило следующие оценки: пространство — 8/10, комфорт — 9/10, устройство панели управления — 6/10, простота управления — 7/10, удовольствие от вождения — 5/10, надёжность — 8/10, топливная эффективность — 7/10, доступность — 3/10, безопасность — 9/10, стандартная комплектация — 7/10. Конечная оценка издания составила 9 из 10 баллов. Предпочтение редакторов было отдано модели E220 d SE Estate. В рамках обзора универсала американским изданием Car and Driver автомобилю была присвоена максимальная оценка в 5 звёзд. Среди конкурентов в лице Audi A4 Allroad, BMW 3-й серии, Volkswagen Golf SportWagen и Volvo V60 редакция журнала поставила модель E400 Estate на первое место (по крайней мере, как отмечают авторы обзора, до поступления в продажу Volvo V90).
В рамках обзора модификации E43 AMG американский журнал Car and Driver выставил модели 5 звёзд из 5 возможных и присудил звание «Выбор редакции», высоко оценив характеристики силового агрегата, степень контроля над автомобилем в движении, качество интерьера и набор вспомогательных систем. Из недостатков автомобиля были выделены слабый звук мотора, ограниченность спортивных сидений и чрезмерно агрессивное рулевое управление. Результаты независимых измерений скорости разгона E43 AMG по версии издания показали следующие данные: 0—60 миль/ч — 4,5 секунды, 0—100 миль/ч — 11,2 секунды, ¼ мили (402 метра) — 13,1 секунды. Австралийский автомобильный журнал MOTOR оценил автомобиль на 3,5 балла из 5. Положительными качествами E43 AMG были названы высокая производительность, превосходное рулевое управление и управляемость. Отрицательную оценку получили недостаток динамики и характер двигателя. Журнал Motor Trend оценил автомобиль на 4 из 5 баллов. Замеры скорости разгона седана с 0 до 60 миль/ч на трассе показали время в 4,6 секунды. Британский автомобильный журнал «Evo» также оценил модель на 4 из 5 звёзд. Положительными качествами автомобиля были отмечены стильный внешний вид, потрясающий салон и отличная проходимость. Тем не менее, модель назвали не столь увлекательной, какой должен быть продукт подразделения Mercedes-AMG. 4 из 5 звёзд автомобилю присвоило ещё одно британское издание Autocar, на тест-драйв которого попала версия в кузове универсал. Редакция журнала отметила качество отделки автомобиля, удобство использования, доступное пространство внутри салона, поведение на дороге и производительность, что, по словам автора обзора, выгодно отличает модель от прямых конкурентов. Журналисты издания CNET оценили аудиосистему Burmester с 23 динамиками, которая относится к классу Hi-End, высокое качество дисплеев стеклянной панели приборов и развлекательной системы. По их мнению, новый E43 AMG как бы хочет производить впечатление очень дорогого автомобиля.
В рамках обзора модели Mercedes-AMG E63 S 4MATIC американский журнал Car and Driver выставил автомобилю 3,5 звезды из 5 возможных. По результатам независимых тестов производительности редакция издания установила следующие данные по разгону автомобиля: 0—60 миль/ч — 3,2—3,3 секунды, 0—100 миль/ч — 7,8—8,0 секунды, ¼ мили (402 метра) — 11,5—11,6 секунд. Среди достоинств модели были отмечены огромная мощность, более доступное управление запуском, новый режим рифта и качественная автоматизация. В число недостатков вошли достаточно высокое, по мнению редакции, усилие рулевого управления и труднодоступность режима дрифта. Британское издание «Car» оценило автомобиль на 5 баллов из 5 возможных. Общий рейтинг был составлен на основе следующих оценок: управление — 5/5, производительность — 5/5, удобство управления — 4/5, фактор удовлетворённости — 4/5. Автомобильный журнал Autocar присвоил Mercedes-AMG E63 S 4,5 звезды из 5 возможных. Ту же оценку модель получила и от австралийского автомобильного портала Car Advice, который высоко оценил мощность автомобиля, звук мотора, систему полного привода с режимов дрифта и великолепный дизайн салона. Американский портал «GTSpirit» также оценил Mercedes-AMG E63 S 4MATIC+ на 4,5 балла из 5. Автор обзора отметил автомобиль как «самый способный в настоящее время в своём сегменте, устанавливающий эталон производительности, комфорта, эффективности и интеллекта».
Информационный портал АвтоВести в 2017 году собрал мнения и отзывы автовладельцев пятого поколения E-класса с форумов и специализированных ресурсов. В рамках статьи были рассмотрены так называемые «детские болячки», то есть проблемы, присущие первым партиям автомобилей. В их число вошли вздутие лакокрасочного покрытия, проблемы с закрытием водительского окна и сбои в навигационной системе. По заверению официальных дилеров компании все указанные проблемы или уже исправлены с завода, или являются следствием неправильного эксплуатирования транспортного средства

## Награды
В марте 2016 года независимые исследователи из технического инспекционного органа южной Германии (TÜV SÜD) подтвердили тот факт, что автомобиль имеет образцовую оценку эксплуатационного ресурса. В результате разнообразных анализов и исследований новый E-класс получил экологический сертификат в соответствии с директивой ISO 14062.
30 марта 2016 года автомобиль «Мерседес-Бенц» 213 серии был награждён престижной премией в области дизайна «Red Dot Design Award» за матричную технологию передней оптики (Multibeam LED). Конкурс проводился среди 5214 транспортных средств из 57 стран. В конце мая 2016 года новый E-класс получил приз за лучший интерьер серийного автомобиля в рамках конкурса «Automotive Interiors Expo Awards», а сенсорные кнопки управления на руле той же самой модели получили звание «инновации года в интерьере». Церемония награждения состоялась 31 мая в Штутгарте.
В декабре 2016 года модель «Мерседес-Бенц» 213 серии стала победителем в локальном конкурсе «Автомобиль года в Новой Зеландии». Новый представитель E-класса также был назван «автомобилем года в Великобритании» в 2017 году. Он уже был удостоен звания «Лучший представительский автомобиль», когда в начале января были объявлены победители в соответствующей категории, а затем добрался до финальной победы в общем голосовании. В Ирландии модель также была удостоена звания «Лучший автомобиль года» в категории больших автомобилей. В феврале 2017 года автомобиль был удостоен сразу двух званий от международного журнала «Fleet World»: «Лучший новый автомобиль» и «Лучший представительский автомобиль».
В рамках Нью-Йоркского автосалона, проходившего в апреле 2017 года, были подведены итоги конкурса «Всемирный автомобиль года». Лучшим премиальным автомобилем (категория «World Luxury Car») по мнению жюри стал «Мерседес-Бенц» 213 серии. В мае того же года в рамках конкурса «AutomotiveINNOVATIONS 2017», организованного компанией PricewaterhouseCoopers GmbH совместно с Центром автомобильного менеджмента (англ. Center of Automotive Management) из Бергиш-Гладбах, автомобиль Мерседес-Бенц 213 серии получил награду как самая инновационная модель из 184 представленных (набрав 81 балл и опередив конкурентов на 25 очков), а компания «Мерседес-Бенц» была удостоена звания самого инновационного премиального бренда в категории «Автономное вождение и безопасность» (набрав 69 очков по результатам голосования). В ноябре 2017 года автомобиль завоевал третье место в номинации «Европейский автомобиль года 2017» набрал 197 баллов.
В ноябре 2020 года американский автомобильный журнал MotorTrend наградил всю линейку автомобилей Е-класса (седан, универсал, купе и кабриолет) престижной наградой «Golden Calipers» в номинации автомобиль года

## Производство и продажи

### Производство
Первые автомобили пятого поколения E-класса сошли с конвейера на заводе в Зиндельфингене, Германия, в 2016 году. Производство версий в кузове купе, представленных чуть позже, было налажено в городе Бремен, Германия. В июне 2017 года на производственных мощностях завода в Бремене было налажено производство варианта в кузове кабриолет.
Для удовлетворения спроса на локальных рынках (в том числе и для выпуска вариантов с удлинённой колёсной базой) производственные мощности развернули в Пекине (Китай).

### Продажи
В апреле 2016 года было продано 18 915 представителей E-класса, в число которых вошли седан 213 серии и универсал 212 серии. Уже в июле того же года новый E-класс стал самым продаваемым продуктом в линейке легковых автомобилей немецкого автопроизводителя. Версии в кузове седан появились по всех дилерских сетях компании, а вариант в кузове универсал стал доступен для предварительного заказа. По данным компании за август 2016 года примерно 17 000 единиц «Мерседес-Бенц» 213 серии были переданы заказчикам, благодаря чему E-класс продолжил оставаться одной из самых продаваемых моделей марки Mercedes-Benz. За сентябрь 2016 года было продано 27 955 единиц автомобилей, что на 20,1 % выше показателей продаж предшественника за 2015 год. В это же время в Германии стала доступна для покупки версия в кузове универсал и модель с гибридным двигателем E350 e. В октябре 2016 года по всему миру было продано 25 136 моделей пятого поколения E-класса. Наилучшие показатели были достигнуты на рынке Европы. За ноябрь 2016 года было продано 26 915 автомобилей «Мерседес-Бенц» 213 серии. К началу 2017 года более четверти миллиона единиц 213 серии E-класса было реализовано с момента запуска модели в продажу. В январе 2017 года компания реализовала 29 963 автомобилей «Мерседес-Бенц» 213 серии, что на 75 % больше показателей того же класса за предыдущий год. За февраль того же года было продано 23 626 автомобилей E-класса в кузове седан и универсал. В апреле 2017 года компания отчиталась о продаже более 250 тысяч автомобилей пятого поколения E-класса в кузовах седан и универсал с момента их запуска в продажу. За первое полугодие 2017 года было продано 181 940 автомобилей E-класса двух вариантов кузова (+68.4 %). По состоянию на декабрь 2017 года компания отчиталась об увеличении продаж автомобилей E-класса на 46,0 % в сравнении с аналогичным периодом 2016 года. Всего за 2017 год было продано свыше 350 000 моделей в кузове седан и универсал. Продажи седанов на китайском рынке увеличились более чем в два раза, при чём большинство заказов пришлось на длиннобазную версию автомобиля. Кроме того, с 2017 года версия с длинной колёсной базой была продана впервые и за пределами Китая, а именно в Индии. Согласно отчёту за первое полугодие 2018 года компании удалось реализовать 182 135 автомобилей E-класса по всему миру, а под конец года концерн сообщил об общей сумме продаж седанов и универсалов за год в количестве 355 000 единиц.
Продажи автомобиля за 2019 год составили более 351 000 единиц в кузове седан и универсал. Наиболее важным рынком сбыта был назван Китай.

## Отзывы автомобилей
В начале марта 2017 года международное новостное агентство «Рейтер» сообщило об отзыве около 1 миллиона автомобилей Mercedes-Benz. Отзывная кампания связана с наличием дефекта ограничителя пускового тока стартера, который присутствует на некоторых модификациях легковых автомобилей C- и E-классов, а также кроссоверов CLA, GLA и GLC, выпущенных в период с 2015 по 2017 года. Сообщается, что после нескольких попыток запустить двигатель при заблокированном коленчатом вале (например, при поломке гидротрансформатора коробки передач), ограничитель тока может сильно разогреться и оплавить окружающие детали, что может привести к риску возгорания. 307 629 автомобилей из числа тех, что попадают под программу отзыва, находятся в США. По информации автомобильного портала «Automotive News» немецкий концерн Daimler AG начнёт уведомлять своих клиентов в США в конце марта, а сама процедура отзыва будет начата в июне, когда дилеры получат необходимые детали. Информации по отзывной кампании на иных рынках сбыта от компании-производителя не поступало.
В апреле 2017 концерн Daimler AG заявил об отзыве 411 седанов E-класса из числа моделей E300 (2016—2017 модельных годов) и E300 4MATIC (2017 модельного года), выпущенных в период с 10 апреля 2015 года по 11 ноября 2016 года. Причина кроется в спойлере, закреплённом на крыше. В том случае, если он установлен неправильно, встречный поток воздуха просачивается между спойлером и задним стеклом. Если сила потока достаточно велика, конструктивный элемент может полностью отсоединиться и улететь. Впервые немецкий автопроизводитель был осведомлён об этой проблеме в августе 2016 года, когда он получил два сообщения о неправильно прикреплённых спойлерах. Хотя первоначально их считали разовыми, дальнейшее расследование выявило отклонение от инструкций по сборке, что и приводит к дефекту. Дилеры компании были уведомлены о начале отзывной программы, и владельцы соответствующих автомобилей должны получить уведомления в июне 2017 года. Сервисные центры оценят состояние задних спойлеров автомобилей и, при необходимости, заменят их. По оценкам автопроизводителя, только 1 процент отозванных автомобилей действительно содержит дефект.
В мае 2017 года российское представительство Mercedes-Benz объявило об отзыве 78 автомобилей E-класса, выпущенных в период с января 2016 года по февраль 2017 года. Отзывная программа связана с системой пассивной безопасности, которая определяет наличие переднего пассажира для того, чтобы при его отсутствии подушка не срабатывала понапрасну. Проблема заключается в блоке управления, который закрепляется под креслом и может быть установлен неправильно. Федеральное агентство по техническому регулированию и метрологии РФ предоставило в свободный доступ список VIN-номеров, по которым автовладельцы могут определить наличие неисправности и обратиться к официальному дилеру за бесплатным ремонтом, связанным с проверкой напорного шланга, который идёт к наполненному гелем мату, определяющему занятость сиденья.
В сентябре 2017 года отзывная компания в России затронула 8404 автомобиля, из которых 8346 экземпляра — представители E-класса, кроссоверы GLE и GLE Coupe, реализованные в 2015—2016 годах. Причиной послужило негерметичное штекерное соединение в электроусилителе руля. В начале октября того же года 85 моделей марки Mercedes-Benz в России были приглашены в сервисные центры для исправления дефектов производства в рамках отзывной компании концерна Daimler AG. По сообщениям производителя на пяти экземплярах E-класса должна быть произведена замена ремня безопасности для заднего пассажира, и на одной модели — электроусилитель руля.
В декабре 2017 года под отзывную компанию попали 96 седанов 213 серии, выпущенных в 2016—2017 годах. Связано это с тем, что газообразующая смесь в пиропатронах может не соответствовать спецификации, в связи с чем существует вероятность, что натяжитель ремня безопасности левого заднего пассажира не сработает. Работа по устранению неисправности заключается в установке нового ремня безопасности. Аналогичная сервисная акция стартовала в начале ноября в Австралии и затронула 283 единицы серии, проданные с 30 сентября 2016 по 30 января 2017 годов.
В конце весны 2018 года в России стартовала программа отзыва автомобилей марки «Мерседес-Бенц», реализованных с 2011-го по 2017 год, в число которых попали и модели E-класса. Проблема связана с возможным срабатыванием подушки безопасности, связанным со электростатическим разрядом вследствие повреждения подрулевой спирали внутри колонки и плохого заземления компонентов проводки. В июне того же года в России на сервис были приглашены 362 автомобиля C и E-классов, реализованные с 2017-го по 2018 год. Причина отзыва связана со спинками передних сидений, которые, как предполагается, не зафиксированы должным образом. В связи с неисправностью существует вероятность неожиданного наклона сидений вперёд, что повышает риск получения травмы и особенно опасно в случае аварии. В США аналогичная акция стартовала 25 мая и затронула 3088 машин 2017—2018 модельных годов, в число которых попала модель E400. Почти во всех случаях отозваны седаны, купе и кабриолеты.
Осенью 2019 года немецкий концерн отозвал автомобили E-класса в кузове универсал из-за проблемы с аэродинамическим элементом, установленным на багажной двери. Проблема, предположительно, связана с ненадёжным креплением данного элемента, из-за чего на высокой скорости задний спойлер может полностью отсоединиться от автомобиля, повысив риск аварии и/или травмы для других участников дорожного движения. В США отзывная программа распространяется на 4765 автомобилей моделей E450 4Matic (2019 модельный год), E400 4Matic (2017—2018), E 63 S 4Matic (2018—2019), в России она затронула 383 экземпляра, проданных с 2016 года по осень 2019-го.
В августе 2020 года официальный представитель Мерседес-Бенц в России АО «Мерседес-Бенц Рус» отозвал модели с индексом 205, 213, 290 и 293 (всего 333 штуки), выпущенные в 2020 году. Причиной послужило возможное несоответствие спецификации замка спинки заднего левого сиденья. В рамках отзывной программы дилеры произведут замену фиксатора спинки заднего сиденья слева.

## Тюнинг

### Brabus
В январе 2017 года немецкое тюнинг-ателье Brabus представило собственный пакет доработок для пятого поколения E-класса в лице «Мерседес-Бенц» 213 серии. Традиционно компания предлагает как новые элементы экстерьера и интерьера, так и программы доработки производительности двигателей. В число косметических изменений входят два комплекта бамперов (передние — со сплиттером и иными боковыми воздухозаборниками), диффузор, выхлопные патрубки, сплиттер, хромированная или алюминиевая отделка, накладки на пороги, кожаная обивка и алькантара, а также множество вариантов колёсных дисков и иных элементов. В число технических модификаций вошли более жёсткие пружины, уменьшающие клиренс автомобиля примерно на 30 мм, а также перепрограммирование ЭБУ силовых агрегатов.
В результате доработок (пакет «D3») мощность базовой модели Е200 возросла на 41 лошадиную силу (со 184 до 225 л. с., 330 Н·м крутящего момента), дизельной Е220 d на 27 сил и 50 ньютон-метров (222 л. с. и 450 Н·м). Модель E350 d после установки вспомогательного блока управления двигателем (пакет «D6 S») способна развивать 309 лошадиных сил и 720 Н·м крутящего момента, что на 51 л. с. и 100 Н·м больше заводского варианта.
В июне 2017 года тюнинг-ателье «Брабус» также представило пакет доработок для модели в кузове универсал. Изменения касаются как экстерьера и интерьера автомобилей, так и силового агрегата, и распространяются на весь модельный ряд E-класса, включая базовую E200. Компания предлагает установку нового аэродинамического обвеса (большие воздухозаборники, передние и задние спойлеры, а также задний диффузор), фирменных колёсных дисков Brabus Monoblock (диаметром 18-21″), модернизацию ходовой части (в частности подвески), замену выхлопной системы (с регулируемым клапаном и электронным управлением) и различные варианты отделки салона. Для повышения мощности двигателя модели E200 тюнинг-ателье предлагает модуль Brabus PowerXtra B20, установка которого увеличивает мощность силового агрегата до 225 л. с. и 330 Н·м. Для модели E250 предлагается модуль PowerXtra B25, с которым отдача двигателя составляет 241 лошадиную силу. Для дизельных версий E220 d и E350 d предлагаются модули PowerXtra D3 и PowerXtra D6 S соответственно. Благодаря им мощность автомобилей увеличивается на 27 л. с. и 50 Н·м (D3) и 50 л. с. и 100 Н·м (D6 S). Для универсала E43 4MATIC доступен высокопроизводительный модуль PowerXtra B30-450, при использовании которого мощность автомобиля повышается до 450 л. с. и 570 Н·м.
На Франкфуртском автосалоне в сентябре 2017 года немецкое тюнинг-ателье представило собственную модификацию модели от AMG — Brabus 700. В результате фирменных доработок максимальная мощность автомобиля возросла до 700 лошадиных сил, крутящий момент достигает 900 Н·м, а время разгона от 0 до 100 км/ч сократилось на 0,2 секунды по сравнению с базовой версией и составляет, по заверению Brabus, 3,2 секунды (для версии в кузове универсал — на 0,1 секунды больше). На все версии устанавливается выхлопная система из нержавеющей стали с электронноуправляемыми заслонками, которая позволяет контролировать звук выхлопа. В комплект доработок входят также различные улучшения как экстерьера, так и интерьера автомобиля.

### Lorinser
В ноябре 2016 года немецкая компания Lorinser представила собственные пакеты доработки для моделей E350d и Mercedes-AMG E43. В число внешних и внутренних изменений, которые распространятся на весь модельный ряд E-класса, вошли дополнительные элементы аэродинамики из карбона (задний спойлер и боковые юбки), новые бампера и специальные кованые диски RS11. Также, стала доступна заниженная подвеска и уникальные аксессуары в интерьере автомобиля. В число технических усовершенствований дизельной модели E350d вошёл твинтурбированный двигатель в конфигурации V6 с рабочим объёмом 3,0 литра и мощностью 296 л. с. при 695 Н·м крутящего момента (в стандартной версии производительность составляет 254 л. с.). В результате доработки силового агрегата седана Mercedes-AMG E43 его мощность возросла до 434 л. с. при 600 Н·м крутящего момента (в стандартной версии производительность составляет 401 л. с.). Тюнинг-ателье умолчало о деталях, раскрывающих применённые им способы увеличения мощности, однако подтвердило, что частично это связано с перепрограммирование блока ЭБУ двигателей.